# حرب 1967
حرب 1967 وتُعرف أيضاً في كل من سوريا والأردن باسم نكسة حزيران وفي مصر باسم نكسة 67 وتسمى في إسرائيل حرب الأيام الستة (بالعبرية: מלחמת ששת הימים، نقحرة: ملحمت شيشيت هياميم) هي الحرب التي نشبت بين إسرائيل وكل من العراق ومصر وسوريا والأردن بين 5 حزيران/يونيو 1967 والعاشر من الشهر نفسه، وأدت إلى احتلال إسرائيل لسيناء وقطاع غزة والضفة الغربية والجولان وتعتبر ثالث حرب ضمن الصراع العربي الإسرائيلي؛ وقد أدت الحرب إلى مقتل 15,000 - 25,000 شخص في الدول العربية مقابل 800 في إسرائيل، وتدمير 70 - 80% من العتاد الحربي في الدول العربية مقابل 2 - 5% في إسرائيل، إلى جانب تفاوت مشابه في عدد الجرحى والأسرى؛ كما كان من نتائجها صدور قرار مجلس الأمن رقم 242 وانعقاد قمة اللاءات الثلاثة العربيّة في الخرطوم وتهجير معظم سكان مدن قناة السويس وكذلك تهجير معظم مدنيي محافظة القنيطرة في سوريا، وتهجير عشرات الآلاف من الفلسطينيين من الضفة بما فيها محو قرى بأكملها، وفتح باب الاستيطان في القدس الشرقية والضفة الغربية.
لم تنته تبعات حرب 1967 حتى اليوم، إذ لا تَزال إسرائيل تحتلّ الضفة الغربية، كما أنها قامت بضم القدس والجولان لحدودها، وكان من تبعاتها أيضًا نشوب حرب أكتوبر عام 1973 وفصل الضفة الغربيّة عن السيادة الأردنيّة، وقبول العرب منذ مؤتمر مدريد للسلام عام 1991 بمبدأ «الأرض مقابل السلام» الذي ينصّ على العودة لما قبل حدود الحرب لقاء اعتراف العرب بإسرائيل، والسلام معها؛ رغم أن دول عربيّة عديدة باتت تقيم علاقات منفردة مع إسرائيل سياسيّة أو اقتصادية.

## مقدمات الحرب
في 1 مايو 1967 صرح ليفي أشكول رئيس وزراء إسرائيل أنه في حال استمرار العمليات الفدائية فإن تل أبيب "سترد بوسائل عنيفة" على مصادر الإرهاب، وكرر مثل ذلك أمام الكنيست في 5 مايو، وفي 10 مايو صرّح رئيس أركان الجيش الإسرائيلي أنه إن لم يتوقف "النشاط الفدائي الفلسطيني في الجليل فإن الجيش سيزحف نحو دمشق"، وفي 14 مايو وبمناسبة الذكرى التاسعة عشر لميلاد دولة إسرائيل، أجرى الجيش عرضًا عسكريًا في القدس خلافًا للمواثيق الدولية التي تقر أن القدس منطقة منزوعة السلاح. من جهتها كانت مصر وسوريا تتجهان نحو اتخاذ خطوات تصعيدية؛ ففي مارس أُعيد إقرار اتفاقية الدفاع المشتركة بين البلدين، وقال الرئيس المصري جمال عبد الناصر أنه في حال كررت إسرائيل عملية طبرية فإنها سترى أن الاتفاق ليس "قصاصة ورق لاغية". وعمومًا فإن توتر العلاقات بين إسرائيل ودول الطوق العربي تعود لأواخر 1966 حين وقعت عدة اشتباكات في الجولان والأردن مع الجيش الإسرائيلي، وإلى جانب عملية طبرية فإن عملية السموع التي قام بها الجيش الإسرائيلي ضد بلدة السموع تعتبر من أكبر هذه العمليات؛ كما شهدت بداية 1967 عدة اشتباكات متقطعة بالمدفعية بين الجيش السوري والجيش الإسرائيلي، مع تسلل قوات فلسطينية إلى داخل الجليل ووحدات إسرائيلية إلى داخل الجولان. ولعل أكبر هذه الاشتباكات ما حدث في 7 أبريل عندما أسقطت إسرائيل 6 طائرات سورية من طراز ميغ 21، اثنتان داخل سوريا وأربعة أخريات، بينها ثلاث طائرات داخل الأردن،  وقد سلم الملك الحسين الطيارين الثلاثة علي عنتر ومحي الدين داوود وأحمد القوتلي الذين هبطوا بالمظلات داخل الأردن إلى سوريا.
وصلت معلومات غير مؤكدة لحكومتي مصر وسوريا في يوم السبت الموافق 13 مايو، تشير إلى أن الإسرائيليين يحركون ما بين 11 إلى 13 لواء عسكريًا تجاه الحدود السورية. ومهما يكن مصدر هذه المعلومات فقد صدقها الرئيس جمال عبد الناصر، وقرر القيام باستعراض قوة، لتأجيل الهجوم الإسرائيلي ضد سوريا، أملاً في ان تتراجع إسرائيل عن فكرة الحرب حتى لا تفرض عليها في جبهتين.

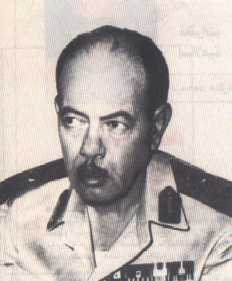
محمد فوزي

بعث الرئيس عبد الناصر يوم الاحد 14 مايو، رئيس الاركان المصري اللواء محمد فوزي إلى دمشق ليتولى القيادة المشتركة للقوات المصرية والسورية في حالة قيام الحرب وليتفاوض مع الوزراء السوريين وكبار العسكريين. وفي إسرائيل، صرح رئيس الوزراء ليفي أشكول أن استمرار عمليات الإرهاب من الحدود السورية التي يقوم بها متسللون عرب، سوف يؤدي إلى مواجهة خطيرة مع سوريا، وفُسر تصريحه داخل إسرائيل على أنه تهديد بالقيام بأعمال انتقامية ضد سوريا لا تصل إلى درجة الحرب وفي الوقت نفسه استمرت الاستعدادات للاحتفال بيوم الاستقلال في اليوم التالي.
يوم الاثنين 15 مايو، مضت احتفالات إسرائيل بيوم الاستقلال بدون أي حوادث. في المقابل، أعلنت الحكومة المصرية نقل حشود عسكرية وآليات اتجاه الشرق وانعقاد مجلس حرب كبير في القاهرة بمقر القيادة العامة للجيش المصري،  لم يكن هنالك بث تلفزيوني في إسرائيل. إلا أن الإسرائيليين الذين تابعوا التلفزيون المصري شاهدوا بوضوح قوات عبد الناصر وهي تتحرك.[بحاجة لمصدر] وأعلنت العراق استعدادها لمساندة سوريا إذا تعرضت للهجوم. في الليلة نفسها أعلن رئيس الأركان الإسرائيلي حالة الاستنفار في كل الوحدات والقوى النظامية.
وفي اليوم التالي وفي 16 مايو قدم مندوب سوريا في الأمم المتحدة كتابًا إلى مجلس الأمن قال فيه أن إسرائيل تعد هجومًا ضد بلاده، وفي اليوم نفسه أعلنت حال الطوارئ في مصر. وسلم الفريق أول محمد فوزي رئيس أركان حرب القوات المسلحة المصرية خطابًا إلى الجنرال إندار جيت ريخي قائد قوات الطوارئ الدولية في سيناء وغزة قال فيه: «أحيطكم علمًا أنني أصدرت تعليماتي إلى جميع القوات المسلحة لتكون مستعدة للعمل ضد إسرائيل فور قيامها بعمل عدائي ضد أي دولة عربية؛ وتنفيذًا لتعليماتي تجمعت قواتنا في سيناء علي حدود مصر الشرقية ولضمان أمن قوات الطوارئ الدولية المتمركزة في نقاط المراقبة علي الحدود المصرية أطلب إصدار أوامركم بسحب هذه القوات فورًا، وقد أصدرت تعليماتي لقائد المنطقة العسكرية الشرقية فيما يتعلق بهذا الشأن.»
رفض الجنرال ريكي الطلب المصري بسحب قواته إلى قطاع غزة. ولكن القوات المصرية كانت قد بدأت في مضايقة قوات الأمم المتحدة لإخراجها من مواقعها في بعض مراكز الحدود. وفي المساء استطاع المصريون إجلاء هذه القوات عن مركز الأمم المتحدة في الصبحة، وأعلنت مصر وسوريا أن قواتهما المسلحة في حالة استعداد للقتال. وتبعهما الأردن الذي أعلن تعبئة قواته، وألغى لبنان زيارة ودية كانت مقررة لبعض قطع الأسطول السادس الأمريكي وتوجه زلمان شازار رئيس دولة إسرائيل في هدوء للقيام بزيارة رسمية لايسلندا وكندا.
طلبت مصر في اليوم التالي، أي في 17 مايو، سحب قوات الطوارئ الدولية التابعة للأمم المتحدة من سيناء وذلك لكون هذه القوّات تتواجد على الطرف المصري من الحدود، دون الطرف الإسرائيلي.

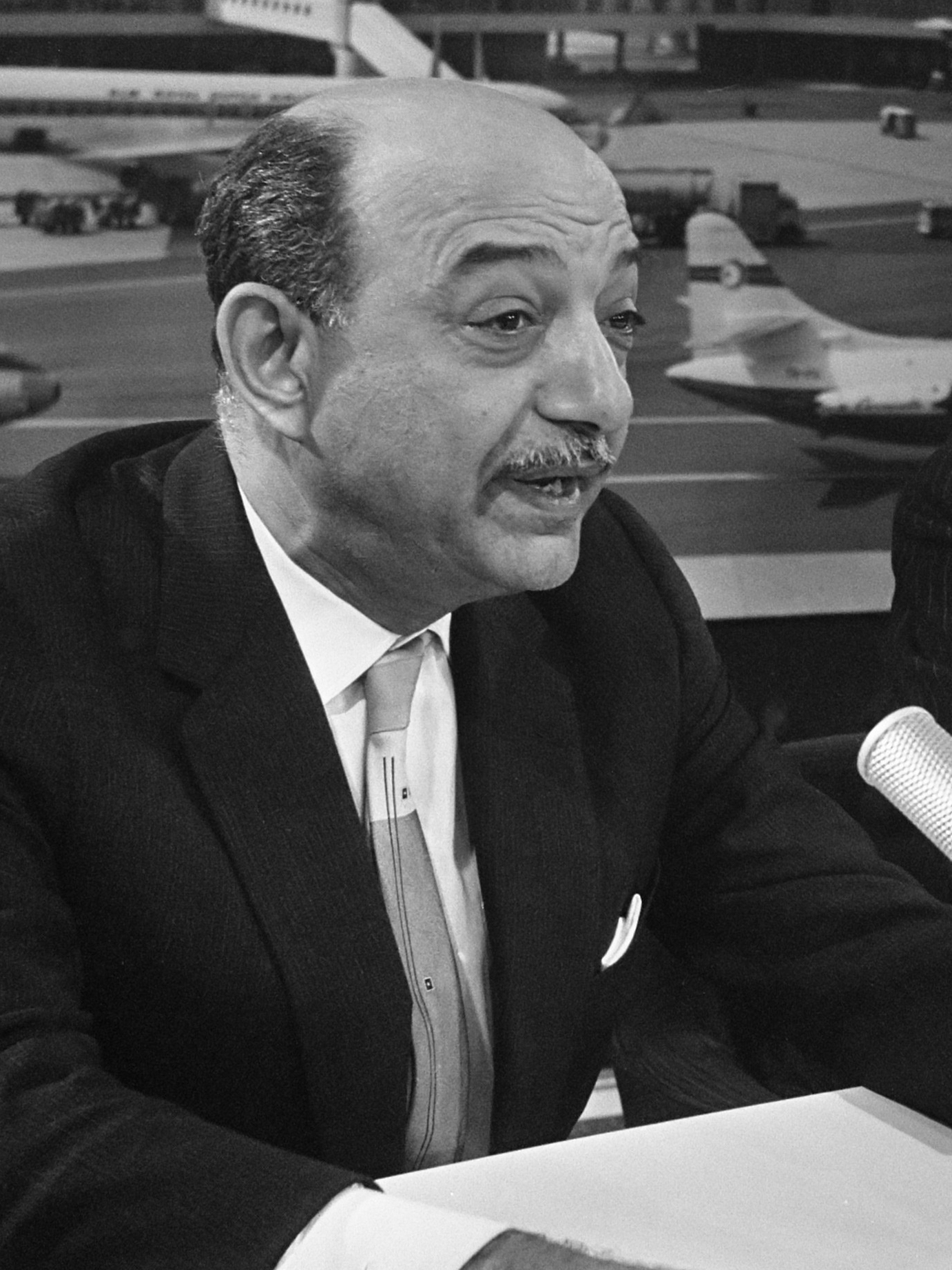
محمود رياض

في صباح 18 مايو، وأثناء الصباح، أجبرت القوات المصرية والفلسطينية قوات الأمم المتحدة على إخلاء مراكزها في الكونتلا وإخلاء مركزين أو ثلاثة مراكز أخرى في سيناء، كما أن قائد قوات الأمم المتحدة في شرم الشيخ أُنذر بوجوب إخلاء قواته. وأبرق محمود رياض وزير خارجية مصر إلى الأمين العام للأمم المتحدة يو ثانت وطلب إليه رسمياً الاجلاء السريع لقوات الأمم المتحدة وقد تفاوض يو ثانت، قبل وصول هذا الطلب الرسمي، مع مندوبي الدول التي تتألف منها قوات الأمم المتحدة. وأبدت كندا والهند ويوغوسلافيا استعدادها لسحب قواتها فور تسلمها طلبًا رسميًا بذلك. أما يو ثانت فقد ألمح لإسرائيل مُستعلمًا عما إذا كانت توافق على أن تنتقل قوات الأمم المتحدة إلى الجانب الإسرائيلي من الحدود، ولكن هذا الاقتراح قوبل بالرفض، وأعطى يو ثانت تعليماته للجنرال ريخي بسحب قوات الأمم المتحدة وتجميعها في قطاع غزة، معلنًا "تشاؤمه الشديد". وفي تلك الليلة انسحبت معظم القوات إلى معسكرات الأمم المتحدة في رفح وخان يونس، وحل في مراكزهم الجنود المصريون والفلسطينيون. بقيت قوات الأمم المتحدة في شرم الشيخ فقط، وأعلنت الكويت أنها تضع قواتها المسلحة بتصرف القيادة العربية المشتركة، كما أعلنت الكويت والعراق تعبئة قواتهما. وفي إسرائيل، استمع اشكول وأعضاء حكومته إلى تقرير قدمه الجنرال رابين، لم يوح بالاطمئنان. كما وصل إلى القاهرة وزير الخارجية السوري إبراهيم ماخوس، ودعا إلى "الجهاد" ضد إسرائيل.
وفي 19 مايو، أنزلت قوات الأمم المتحدة علمها لآخر مرة من فوق مقر قيادتها في غزة، وفي شرم الشيخ انسحبت قوات الأمم المتحدة من راس نصراني، التي تطل على المدخل الضيق لمضائق تيران. (لم يتم الانسحاب النهائي لقوات الأمم المتحدة من شرم الشيخ إلا في 23 مايو) ووصل عدد من المظليين المصريين بالطائرات إلى شرم الشيخ لحمايتها من أي محاولة إسرائيلية للاستيلاء على هذا المركز الاستراتيجي الحيوي. جاء انسحاب قوات الأمم المتحدة مفاجأة للأمم المتحدة، وللشعوب الغربية ولإسرائيل. وبشكل عام فإن هذه القوات حققت غرضها بمنع نشوب القتال بين الطرفين. ورغم أن يو ثانت تصرف بطريقة قانونية باستجابته إلى طلب الانسحاب المصري، إلا أن تصرفه هذا أثار بعض الاستهجان. وقد قوبل انسحاب قوات الأمم المتحدة بخوف خاص في إسرائيل، خاصة مع ورود أنباء عن تحشدات مصرية كبيرة وبشكل غير عادي في سيناء. فقد تكفل وجود قوات الأمم المتحدة بفتح مضائق تيران وخليج العقبة للملاحة الإسرائيلية ووصول مختلف البضائع والشحنات إلى ميناء إيلات، وهو الميناء الحيوي للاقتصاد الإسرائيلي. فقد كانت تصل مرة كل أسبوعين حاملة نفط تحمل نفطًا إيرانيا إلى الميناء، يكوّن تسعين في المئة من احتياجات إسرائيل من النفط.[بحاجة لمصدر] ولأول مرة منذ شهور عدة اخترقت طائرات الميج المصرية المجال الجوي الإسرائيلي وحلقت فوق المفاعل الذري في ديمونة في النقب.

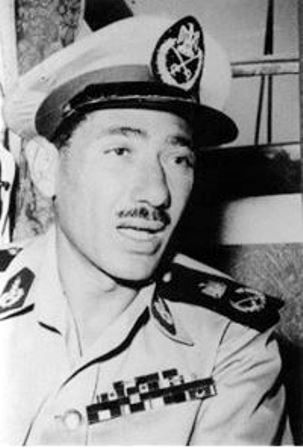
عبدالحكيم عامر

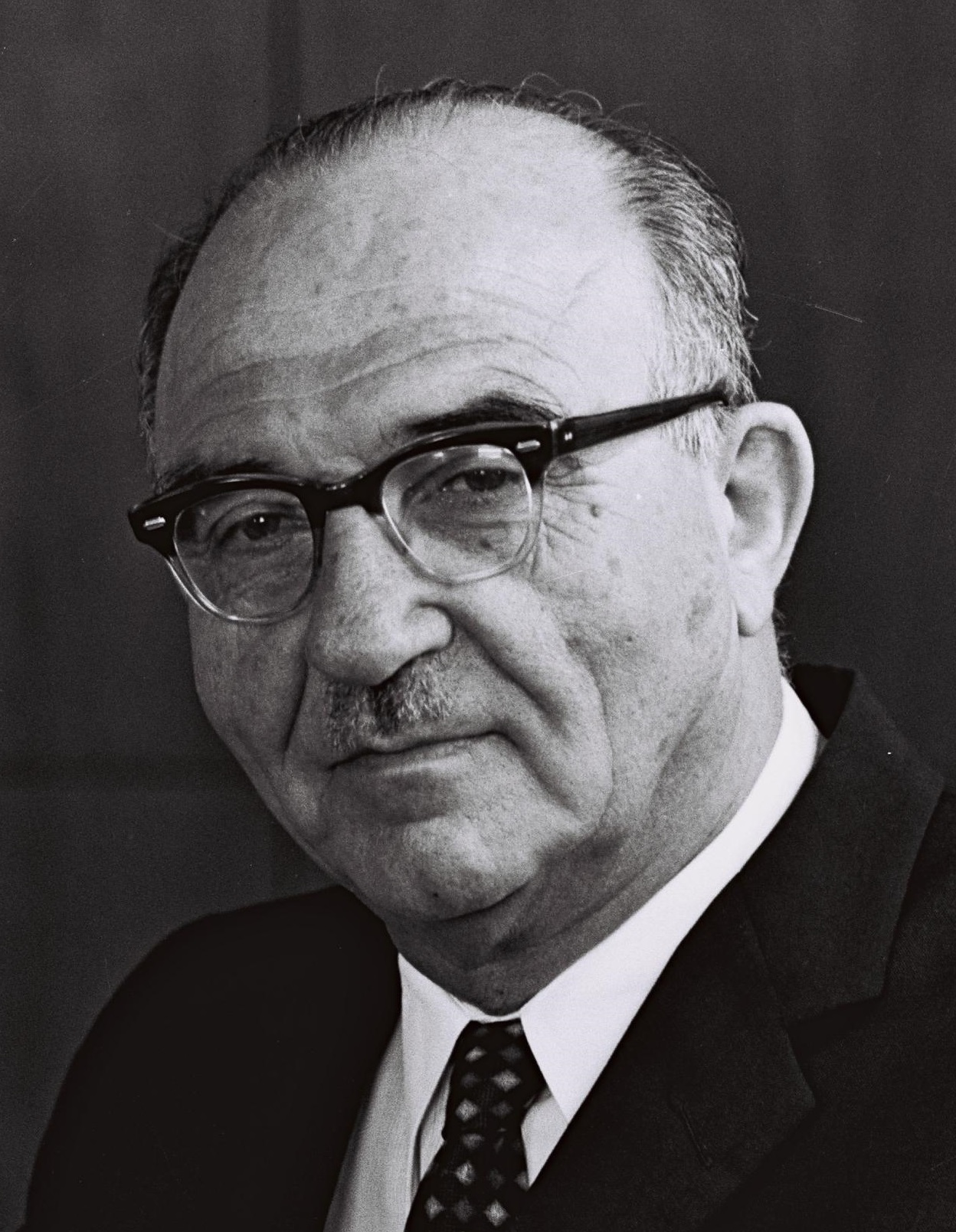
ليفي أشكول

السبت 20 مايو، وفي إسرائيل، انتهت المرحلة الأولى من التعبئة العسكرية الشاملة، ولوحظ غياب الرجال عن وظائفهم اليومية. وعلى الجانب المصري؛ قام المشير عامر بجولة تفقدية على المراكز السابقة لقوات الأمم المتحدة، والتي كانت تحتلها الفرقة العشرون «الفلسطينية» على طول قطاع غزة، والقوات المصرية في بقية المناطق. كذلك أصدر أمرًا باستدعاء مزيد من القوات الاحتياطية. كشفت تقارير صحفية لاحقًا أن إسرائيل قد أعلنت وبشكل سري التعبئة العامة وأنها دعت الوحدات الاحتياطية للالتحاق بالجيش. قالت التقارير الصحفية أيضًا أن خمس فرق عسكرية من الجيش الإسرائيلي باتت في صحراء النقب قرب شبه جزيرة سيناء، الأمر الذي أثار جدلاً واسعًا في القاهرة، دفع بجمال عبد الناصر لإعلان التعبئة العامة واستدعاء قوات الاحتياط في 21 مايو، تزامنًا مع توجه الأسطول السادس الأمريكي إلى شرق البحر الأبيض المتوسط رغم أن الحكومة اللبنانية ألغت زيارته إلى بيروت تضامنًا مع الدول العربية. مثل هذه التقارير غالبًا ما كانت خاطئة، فعندما أشيع عن حشود عسكرية قرب الحدود الشمالية لإسرائيل بعث أشكول برقية إلى ألكسي كوسيغين رئيس مجلس وزراء الاتحاد السوفيتي ينفي مثل هذه الأنباء، ويطلب منه القدوم إلى الحدود والتأكد بنفسه. رغم ذلك فقد أبلغ مندوب المخابرات السوفيتي في القاهرة مدير المخابرات العامة المصرية بوجود 11 لواء من الجيش الإسرائيلي على الجبهة السورية، كما كشف محمد حسنين هيكل. وكان الجنرال رابين قد أبلغ مجلس الوزراء الإسرائيلي بأن عدد الجنود المصريين في سيناء ارتفع من 25 ألفًا إلى ثمانين ألفًا خلال الأيام القليلة الماضية. في القاهرة أعلن أحمد الشقيري في مؤتمر صحافي أن قوات منظمة التحرير البالغة ثمانية آلاف وُضعت تحت إمرة القيادات المصرية والسورية والعراقية.
يوم 22 مايو، أعلن عن تصعيد جديد، بالحديث عن إغلاق مصر لمضيق تيران قبالة خليج العقبة أمام السفن التي تحمل العلم الإسرائيلي والسفن التي تحمل معدات حربية لإسرائيل،  ورغم أن أغلب صادرات إسرائيل ووارداتها تتم عبر موانئ تل أبيب ويافا وحيفا إلا أن الحكومة الإسرائيلية اعتبرت القرار المصري "فرض حصار بحري" وأنها تعتبره أيضًا "عملاً حربيًا وعدائيًا يجب الرد عليه". عبد الناصر قبل العرض العراقي بتقديم وحدات برية وجوية في حالة الحرب مع إسرائيل، واعلنت ليبيا والسودان مساندتهما. واكد أشكول في كلمة القاها بالكنيست انباء الحشود المصرية في سيناء. واقترح ان تنسحب القوات الإسرائيلية من منطقة الحدود في سيناء، حيث كان هنالك ثلاثون الف جندي إسرائيلي، على ان تقوم القوات المصرية بانسحاب مماثل. وصل خمسمائة جندي مصري إلى شرم الشيخ لدعم القوة المصرية الصغيرة فيها. وطار يوثانت من نيويورك إلى القاهرة لمقابلة الرئيس عبد الناصر.
يوم الثلاثاء، 23 مايو، أعلن عبد الناصر اغلاق مضائق تيران في وجه السفن الإسرائيلية والسفن الأخرى التي تحمل موادا إستراتيجية لاسرائيل. كان عبد الناصر في مركز القوة، وبسبب الصخور الكثيرة في المضائق، لم يكن هنالك سوى ممر واحد صالح للملاحة البحرية، لا يزيد اتساعه على ثمانماية ياردة في بعض الاجزاء، يؤدي إلى خليج العقبة.

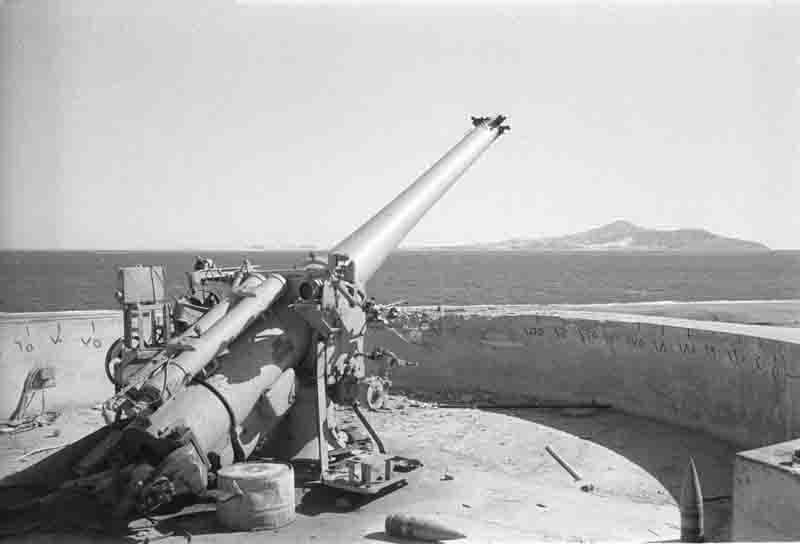
المدفعية المصرية في رأس نصراني

وكان هذا الممر يقع تحت رحمة المدافع في راس نصراني في شرم الشيخ، التي أصبحت مرة أخرى في ايدي المصريين. وكانت الجمهورية العربية المتحدة تدعي دائما ان مضائق تيران وخليج العقبة بحر مغلق من المياه الإقليمية المصرية، وكان اغلاقها في السابق أحد الاسباب الرئيسية للهجوم الاسرائيلي سنة 1956. واتخذ اشكول خطوة غير عادية وذلك بالتشاور مع زعماء الاحزاب المعارضة. ولمواجهة نشاط فتح، زرع الجيش الالغام في الجانب الإسرائيلي من الحدود مع الأردن وأقام الاسلاك الشائكة ومراكز الإضاءة في النقاط التي يمكن العبور منها. وأثار إجراء عبد الناصر تصريحا غامضا من الرئيس جونسون يقول فيه «إن الولايات المتحدة الأمريكية تعتبر خليج العقبة ممرا مائيا دوليا وترى في إغلاق المضائق حصارا غير قانوني وعملا خطيرا يهدد السلام»، بينما اذاع السوفييت بيانا ألقوا اللوم فيه على إسرائيل لازدياد التوتر. وفي موسكو كان هنالك بعض الخوف من ان عبد الناصر قد ذهب بعيداً لأن عملاً كهذا قد يجعل المواجهة مع أمريكا احتمالاً شديد الخطر.
يوم 24 مايو، أعلنت مصر، خلافاً للواقع، ان مضائق تيران قد اغلقت في اليوم السابق، بالالغام والمدافع والزوارق العسكرية والطيران، وهددت باطلاق النار على كل سفينة إسرائيلية لا تعود أدارجها من حيث جاءت وأن كل السفن الأخرى يجب خضوعها للتفتيش. وصلت مصر بعض القوات الكويتية، كما وصلت مجموعات سودانية وجزائرية رمزية. وفي القاهرة استقبل عبد الناصر يوثانت الامين العام للامم المتحدة، وطالب عبد الناصر بالعودة إلى الوضع القائم سنة 1948، أي أن تنسحب إسرائيل من بعض الأراضي، من ضمنها ايلات، وأن تعترف بخليج العقبة على أنه مياه مصرية. وأصر على أن تحرص إسرائيل على احترام المنطقة المنزوعة السلاح، وان تقيم قوات دولية على الحدود الإسرائيلية. وبعد ان أكد عبد الناصر على حقوق اللاجئين الفلسطينيين ابلغ يوثائت انه لن يقوم بالضربة الأولى.
في عمان، أعلنت الحكومة أن التعبئة قد تمت وأن الوحدات العسكرية توزعت في مواقعها القتالية. وأعلن ناطق رسمي أن الأذن قد أُعطي لقوات سعودية بدخول الأردن وأن قسماً منها قد وصل، (ولم يكن قد وصل) وأن عشرين ألفاً ينتظرون بالقرب من الحدود. في المقابل أعلن اشكول بأن الحصار عمل عدائي ضد إسرائيل، وطالب الدول الكبرى بتأمين حرية الملاحة في مضائق تيران طبقاً لقرار الامم المتحدة في مارس سنة 1955 الذي يكفل حرية الملاحة للجميع، وأعاد تأكيدات أمريكا وفرنسا وبريطانيا في هذا الشأن حين أُضطرت القوات الإسرائيلية للانسحاب من شرم الشيخ سنة 1956. ولم يكن يعرف إلى أي مدى يمكن أن يصل فيه الدعم السوفييتي لمصر وسوريا. ولكن الدول الكبرى ذات العلاقة لم تكن ترغب بالتورط. وردد رئيس الوزراء البريطانى اقوال الرئيس جونسون التي أدلى بها في اليوم السابق، وأضاف بأن بريطانيا مستعدة لتأكيد مبدأ حرية الملاحة في مضائق تيران.

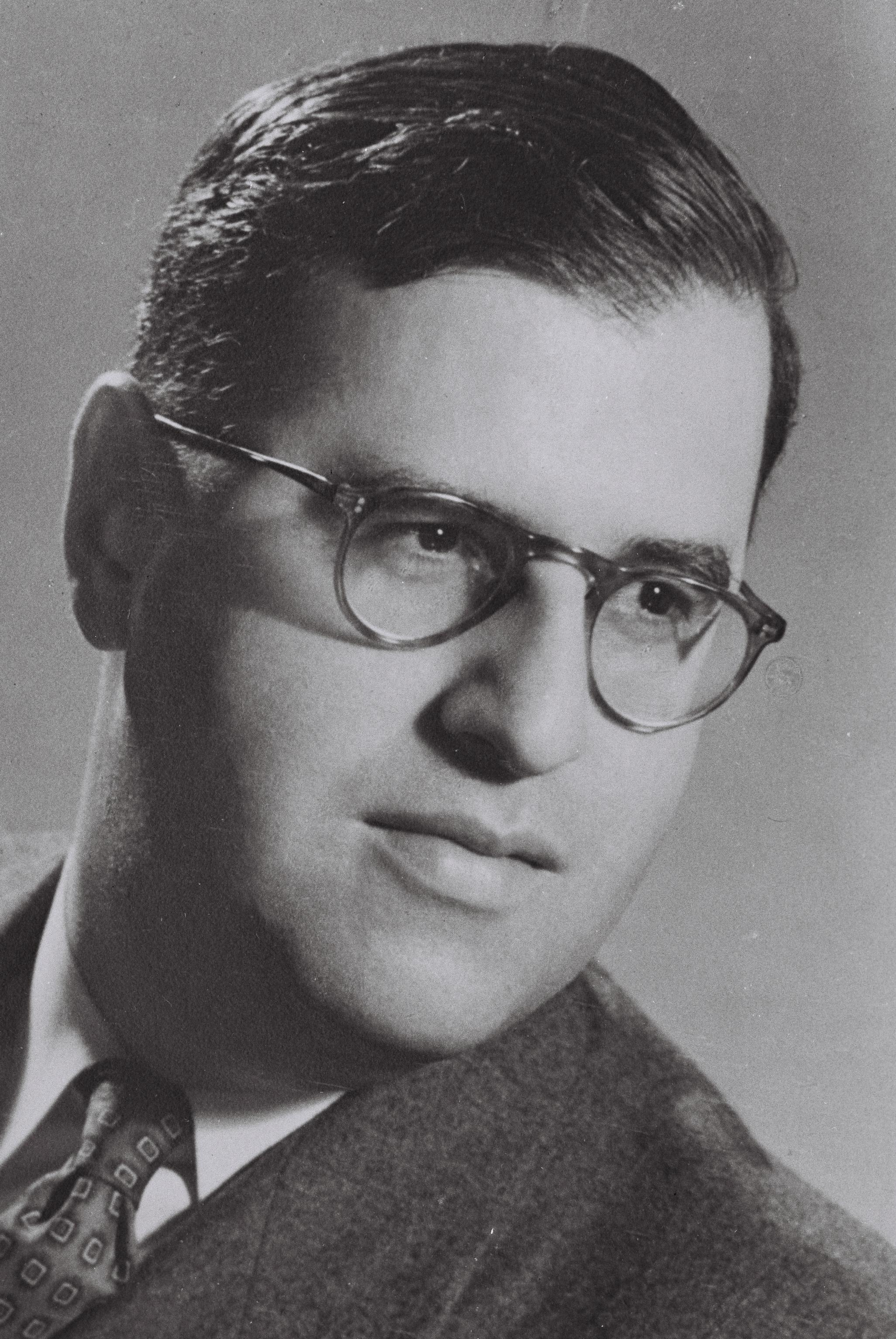
أبا إيبان

كان هنالك قلق في أمريكا حين تبين أن إسرائيل تطالب بالمساعدة، ولهذا بعثت رسالة إلى اشكول تطلب منه تأجيل أي عمل ينوون القيام به مدة 48 ساعة. وافق مجلس الوزراء الإسرائيلي على قبول مضمون هذه الرسالة - وكان هذا الوضع يلائم هيئة الاركان الإسرائيلية لاتمام كل خطوات التعبئة، والتي تمت بالفعل تلك الليلة. في نيويورك اجتمع مجلس الامن وأُجل بدون اتخاذ أي قرار، واستشار اشكول قادة المعارضة مرة أخرى بما في ذلك بن غوريون، الذي كان رئيسا للحكومة قبله ووزيرا للدفاع سنة 1956، واتفقا على استشارة الدول الكبرى الثلاث قبل أي عمل جديد. طار أبا ايبان، وزير الخارجية، إلى باريس، وقابل الرئيس ديجول، الذي لم يستمع إليه باهتمام، معتقداً بأن إسرائيل خاضعة أكثر من اللزوم للنفوذ الأمريكي. كانت هذه خيبة أمل كبيرة لإسرائيل، إذ كانت ترى أن فرنسا يفترض بها أن تكون صديقةً لإسرائيل منذ حرب 1956. العلاقات كانت قد بدأت تتعرض للفتور بعد استقلال الجزائر. في ذلك الاجتماع أبدى أبا ايبان الرأي بأن إغلاق المضيق يعد بمثابة اعلان الحرب على إسرائيل، وأن حكومته لا تستطيع أن تخلد إلى السكينة تجاه قضية إغلاق المضيق، وأن التأخر في وضع حد لهذه القضية يعجل بخطر اندلاع الحرب.

على أن ديجول لم يكن مقتنعاً بوجهة نظر الإسرائيليين. فقد كانت لديه وجهة نظره الخاصة التي ترى أن العالم يقترب لحد كبير من حرب عالمية ثالثة، وأن اندلاع الحرب بين إسرائيل والعرب يعجل من وقوع الانفجار الكبير. ولهذا السبب لم يكن يرى في إغلاق مضيق تيران مشكلة بالغة الخطورة إلى درجة التهديد باندلاع الحرب. وتقول جولدا مايير أن ديجول حذر أبا ايبان قائلاً أنه مهما حدث فلا يجب على إسرائيل أن تبداً بالخطوة الأولى قبل أن يبدأ الهجوم المصري بالفعل، وعندما يقع هذا الهجوم فسوف تتحرك فرنسا لإنقاذ الموقف. وقد سأله أبا ايبان عما يكون الحال لو أن إسرائيل لم تعد موجودة في ذلك الحين ليتسنى انقاذها ؟ ولم يرد ديجول على هذا السؤال، واكتفى بالقول في وضوح بأن استمرار تأييد فرنسا لإسرائيل يعتمد كليةً على ما إذا كانت سوف تستجيب لهذا الكلام أم لا؟ 

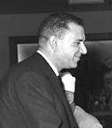
شمس الدين بدران

يوم الخميس 25 مايو، طار أبا ايبان إلى واشنطن، وروع موظفي الخارجية الأمريكية بمطالبه بالتحرك والعمل؛ أي الحرب. وتفادى الرئيس جونسون مقابلته، ولكنه ارسل في تلك الليلة رسالة للرئيس عبد الناصر يطلب منه الاعتدال وضبط النفس. ورفض الاتحاد السوفييتي التعاون مع أمريكا وفرنسا وبريطانيا حول إغلاق المضائق. ولكن الرئيس كوسيغين بعث لعبد الناصر ببرقية تحذيرية. وطار شمس الدين بدران، وزير الدفاع المصري، على رأس وفد إلى موسكو لطلب مزيد من الأسلحة والمعدات. وفي نفس اليوم، وبعد محادثات مستفيضة مع عبد الناصر عاد يوثانت إلى مقر عمله بدون صدور أي بلاغ عن المحادثات.
في الأردن، تعرض الملك حسين لضغط من كبار ضباطه للتفاهم مع رئيس الجمهورية العربية المتحدة، فتوقف راديو عمان عن مهاجمة الرئيس عبد الناصر، كخطوة اولى، وايد اغلاق المضائق. وهذا التغيير في سياسة الأردن أحدث أجماعاً بين الدول العربية الثلاث عشرة الاعضاء في الجامعة العربية على تأييد مصر.
أما في إسرائيل، نال اشكول ثقة حزبه المابام، رغم كل الانتقادات التي وجهت إليه لعجزه عن التحرك والعمل والرد بعنف ضد مصر.

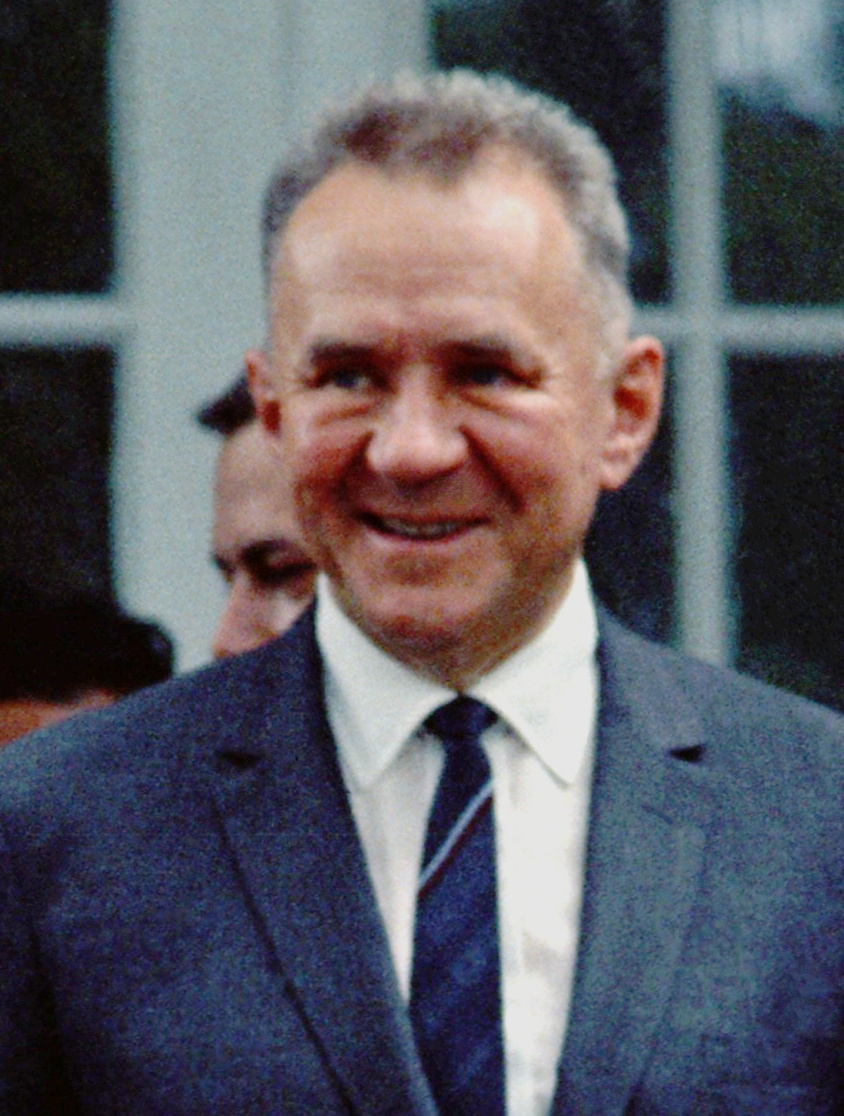
أليكسي كوسيغين

يوم 26 مايو، بعث كوسيغين برسالة إلى اشكول يطلب منه ضبط النفس؛ القادة السوفييت كانوا يعتقدون أن اشكول أضعف من اتخاذ قرار الحرب؛ وأن مثل هذا الخطر يجيء من عبد الناصر. في فجر ذلك اليوم، ايقظ السفير السوفييتى عبد الناصر من نومه، وبلغه رسالة من موسكو. أكد عبد الناصر لزائره بأنه لن يضرب أولاً، ولكنه في خطاب ألقاه في وقت متأخر من اليوم نفسه أعلن عن استعداده للحرب وأنه واثق من قدرته على تدمير إسرائيل.
يوم 27 مايو، أعلن يوثانت في تقرير لمجلس الأمن أن إغلاق المضائق عمل يهدد السلام، وأن عبد الناصر أكد له أنه لن يبدأ بأي إجراء عدواني أو هجومي ضد إسرائيل. وفي المساء بعثت أمريكا برسالة لرئيس الحكومة الإسرائيلية. عقد مجلس الوزراء الاسرائيلى اجتماعا طارئا لاتخاذ قرار حاسم في مسألة الحرب والسلم. وكان أشكول قد تلقى مذكرة من الاتحاد السوفيتى تحذره من القيام بأى هجوم، في الوقت الذي كان عبد الناصر يتلقى بدوره تحذيراً مماثلاً من الرئيس الأمريكى جونسون. وقد حضر أبا إيبان الاجتماع الوزارى فور وصوله حيث عرض رأيه المعارض لفكرة الحرب.
وكانت وجهة نظر أبا إيبان هي أنه طالما لا تملك إسرائيل قوة بحرية في مياه العقبة، فستكون عاجزة عن القيام بهجوم عسكري محدود، وإنما سيكون عليها أن تغزو سيناء. فإذا فعلت ذلك وأجبرتها الدول على الانسحاب منها مرة أخرى كما حدث في حرب 1956، فإن الانتصار الإسرائيلى في سيناء سوف يكون بلا ثمرة. وقال أنه يذكر كيف أجبرت الدول بن غوريون يوم 7 نوفمبر 1956 على إصدار الأمر بالانسحاب من جميع المواقع التي احتلتها القوات الإسرائيلية، ففيم إذن الجهود التي بذلت حينذاك، ولأى شيء قتل الجنود؟ إن إسرائيل تستطيع أن تحقق النصر في الحرب، وقد تدفع في ذلك ثمناً أكبر، ولكنها ستضطر في النهاية إلى الانسحاب من الأراضى التي احتلتها دون أن تحصل على شيء.
على أن وجهة نظر أبا إيبان لقيت الرفض من المؤسسة العسكرية، وقد شارك إيجال لون ورفاقه، في حزب أحدوت أفودا، المؤسسة العسكرية في مخاوفها، واتخذوا جانب التدخل العسكرى السريع بدون إبطاء، وأن أي تأخير سوف تنجم عنه أخطار كثيرة، وسيترتب عليه سقوط ضحايا إسرائيليين كثيرين. وكان معظم وزراء حزب الماباى من هذا الرأى، وكذلك كان أشكول.
على أن بعض الوزراء أعربوا عن معارضتهم للتدخل العسكرى. وبعضهم لم يرفض التدخل العسكرى كمبدا، ولكنهم كانوا يرون أن الشروط المناسبة لعمل عسكرى ناجح لم تتوفر بعد. والبعض الثالث كانوا يرون ضرورة ادخال تعديل وزارى يؤدى إلى تشكيل وزارة قومية، وتعيين وزير دفاع جديد كانوا يرشحون له موشى ديان، وذلك قبل التدخل العسكرى. بينا كان البعض الآخر يشك في إحراز النصر، وقلة منهم كانت تتوقع الأسوا، والبعض يشك في قدرة الجيش. استمر اجتماع مجلس الوزراء الإسرائيلي حتى ساعات الفجر يوم 28 مايو. وحين جرى التصويت، في نهاية الجلسة، حول قرار الحرب انقسم المجلس إلى تسعة أعضاء مع قرار الحرب وتسعة أعضاء ضد القرار. رغم ان اشكول صوت لجانب قرار الحرب الا انه رفض استعمال سلطاته كرئيس للوزراء في ترجيح كفة المطالبين بالحرب، وانفض المجلس بلا قرار.

روي عن أن المشير عبد الحكيم عامر أصدر بالفعل تعليماته إلى سلاح الجو المصرى بمهاجمة القواعد العسكرية الإسرائيلية يوم 27 مايو، وأن خبر هذه التعليمات وصل إلى إسرائيل عن طريق أحد المطارات المصرية في سيناء، فأبلغت أمريكا التي أبلغت بدورها روسيا، وتدخلت الدولتان لدى عبد الناصر فأوقف الهجوم. وقد أورد الفريق مرتجى هذه القصة؛ فذكر أن القوات الجوية المصرية تلقت أمرا بتوجيه ضربة جوية للعدو يوم 27 مايو ثم ألغى الأمر. يعتقد المؤرخ عبد العظيم رمضان ان القصة في الغالب قد لفقها أنصار المشير عبد الحكيم عامر لالقاء التبعة على عبد الناصر. ذلك أنه مها كانت مخالفة المشير لرغبة عبد الناصر في بعض الأمور الهامة، إلا أنه لم يكن ليستطيع بحال أن يزج بمصر في حرب من وراء ظهر عبد الناصر.

أحمد الشقيري

صباح يوم 28 مايو، اجتمع مجلس الوزراء الإسرائيلي مرة أخرى وأعاد النظر في الموضوع. وبعد الاجتماع تقرر إرسال البريجادير مائير عاميت، مدير المخابرات الإسرائيلية، إلى واشنطن ليرى ماذا يدور هناك. اكتشف انه ليس هنالك أي نية للقيام بأي عمل لمساعدة إسرائيل. المؤسسة العسكرية في إسرائيل اعترضت على قرار التريث حين أبلغه لها أشكول. وكانت وجهة نظر القادة العسكريين أنه من الصعب البقاء والانتظار في الصحراء لوقت طويل. وأن معنويات الجيش تتدهور سريعان خصوصا بعد أن صدرت له عدة أوامر متعارضة. فبعد أن استعدت كثير من الوحدات للقيام بالهجوم، ألغيت هذه الأوامر. ومن المستحيل الاحتفاظ بروح القتال عالية في هؤلاء في مثل هذه الظروف. وأنه في أحد المواقع رفض جنود المظللات النزول من الطائرة التي أقلتهم رغم تكرار إنذارهم للمرة الثالثة أو الرابعة. كما حصلت بعض حالات فردية هرب فيها الجنود. وبالتالى فإن الانتظار لأكثر من ذلك يعد خطرا من الوجهة العسكرية.
وقال القادة العسكريون لأشكول إنه حتى لو حدث أن تدخلت القوى الكبرى لحل الأزمة، فإن ذلك سوف يقضى تماما على صورة إسرائيل في عين العرب، وسيحفزهم على القيام بمزيد من الضغط. كما أنه من غير المقبول إرسال سفن إسرائيلية عبر خليج العقبة تحت الحماية الأجنبية. وانتهوا إلى القول بأن الخطر الآن لم يعد يتهدد تيران فقط، بل أصبح يتهدد الوجود الاسرائيل ذاته. بعد أن غادر القادة العسكريين أشكول، سرعان ما سرت الاشاعات عن « زحف وشيك على القدس والقيام بانقلاب عسكرى ».
عاد شمس الدين بدران من زيارته لموسكو وهو يحمل انباء القرار السوفييتي بأن مصر لا يمكنها الاعتماد على تدخل عسكري سوفييتي في حالة الحرب. ورغم ذلك، فان الرئيس عبد الناصر أبلغ مؤتمرا صحفيا بأن العرب لا يقبلون بالتعايش مع إسرائيل، وانه لن يسمح بالملاحة الإسرائيلية في مضائق تيران، وان إسرائيل يجب ان تجلو عن ايلات ونيتسانا « اللتين احتلتهما إسرائيل بعد وقف اطلاق النار سنة 1948 ». اتصل الملك حسين بالسفير المصري في عمان وطلب منه الاجتماع مع عبد الناصر. وذلك في محاولة للانضمام للركب العربي قبل ان يفوت الاوان ولكن عبد الناصر اشترط قبل الاجتماع به توزيع القوات الأردنية بعيدا عن الحدود السورية والسماح للقوات العراقية بدخول الأردن وقبول احمد الشقيرى ومنظمة التحرير الفلسطينية، والغاء قرار الملك حسين باعادة العلاقات الدبلوماسية مع المانيا الغربية. بدت هذه الشروط أكثر مما توقع الملك حسين وحاول التخفيف منها.

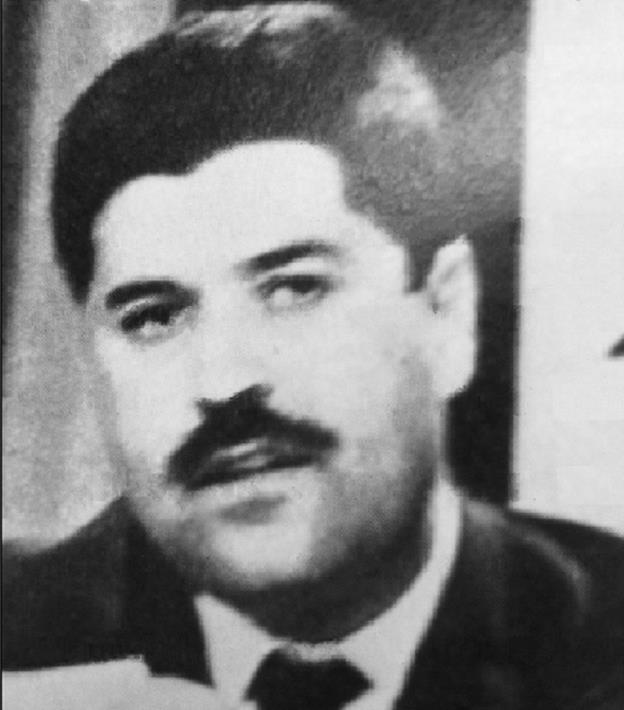
يوسف زعين

في 29 مايو انعقد مجلس الأمن بناءً على طلب مصر، وقال مندوب القاهرة في الأمم المتحدة أن بلاده لن تكون البادئة بأي عمل عسكري ضد إسرائيل، وأنها تدعو المجتمع الدولي للعمل على إعادة ترسيخ شروط هدنة 1949 بين دول الطوق العربي وإسرائيل. تأجلت الجلسة الطارئة لمجلس الأمن بدون تصويت. أما في القاهرة، ففوض مجلس الامة الرئيس جمال عبد الناصر بكل السلطات، وأعلن عبد الناصر عند قبوله بهذا القرار أن العدوان القادم ليس اسرائيليا فقط، ولكنه « بريطانيا وامريكا أيضا». وقال شمس الدين بدران العائد من موسكو أن كوسيغين اكد له مساعدة بلاده لمصر وحلفائها، وتأييدها لتحرير فلسطين. واعلنت الجزائر انها ستبعث بوحدات عسكرية لمسائدة مصر. وطار نور الدين الاتاسي، رئيس الدولة السورية إلى موسكو، في زيارة استمرت يومين لطلب مزيد من السلاح والعون، وفي الوقت نفسه القى يوسف زعين رئيس الوزراء، خطابا ناريا يهدد بتدمير إسرائيل. في قطاع غزة تبادلت القوات الفلسطينية النار مع مستعمرة ناحال عوز على الحدود بالمدفعية، واطلقت النار على دورية إسرائيلية.
تحالف شيمون بيريز، الامين العام لحزب بن غوريون المسمى رافي، وهو الحزب الذي يمثله في الكنيست عشرة نواب مقابل تحالف اشكول المؤلف من الماباي واحدوت هعافودا اللذين يمثلهما 45 نائبا، مع حليف غير متوقع هو مناحم بيغين، الزعيم السابق لمنظمة إرغون تسفائي لئومي الارهابية التي نشطت في آخر أيام الانتداب، والذي كان يتزعم كتلة جاحال المؤلفة من حزب حيروت وحزب الاحرار الاسرائيليين ويمثلهما في الكنيست 26 نائبا ويمثلان الكتلة الثانية فيه. تم التحالف بين الاثنين على أساس التخلص من اشكول. ذهب بيغين المعروف بعدائه الطويل لبن غوريون، لمقابلة اشكول، وطلب منه وجها لوجه التنازل عن منصب رئيس الوزراء، وتسليمه لبن غوريون. رفض اشكول بغضب. عندئذ اقترح بيريز ضم بن غوريون لمجلس الوزراء، ومرة أخرى رفض اشكول.

عبد المنعم رياض

رغم ذلك، فقد كان الاستعداد للحرب مستمرًا؛ ففي 30 مايو زار الملك الحسين بن طلال القاهرة وطوى خلافاته مع جمال عبد الناصر ووقع على اتفاقية الدفاع المشترك التي باتت تضم ثلاث أطراف هي مصر وسوريا والأردن. سأل الرئيس عبد الناصر ضيفه الملك: «ألم تكن تخشى أن نعتقلك هنا خاصة وان زيارتك سرية ؟» فأجاب الملك: «مثل هذا الاحتمال لم يزعجني» (رواية الملك). استمرت الزيارة ست ساعات اتفق خلالها على معاهدة دفاع مشترك بين الجمهورية العربية المتحدة والاردن مدتها خمس سنوات، وعلى إنشاء مجلس دفاع مشترك، وقيادة مشتركة وهيئة أركان مشتركة. رضي الملك حسين بوضع قواته العسكرية بأمرة القائد المصري اللواء عبد المنعم رياض، ودخول قوات عراقية وعربية أخرى للاردن. وفي اليوم نفسه دخلت مفارز من الجيش العراقي إلى الأراضي السورية.
في الداخل الإسرائيلي بدأت الحكومة بتوزيع كمامات غاز لمواطنيها بالتعاون من حكومة ألمانيا الغربية "رغم أنه لا توجد أي دولة عربية تملك أسلحة نووية أو جرثومية حينها وهو ما يدخل ضمن حشد الدعم الإعلامي لإسرائيل في الخارج"؛
جاءت اتفاقية الدفاع المشترك بين عبد الناصر والملك حسين بالقاهرة لتزود المؤسسة العسكرية الإسرائيلية بمزيد من وسائل الضغط على الحكومة الإسرائيلية. فقد أورد مراسل اليونايتدبرس في ذلك الحين أن الخبراء العسكريين الإسرائيليين قد اعترفوا بالنتائج السياسية الخطيرة المترتبة على الاتفاق المصرى الأردنى. وقال إن الاتفاق يطوق إسرائيل التي أصبح ظهرها الآن إلى البحر مباشرة. كذلك أورد مراسل رويتر أن الرسميين في إسرائيل قد عقبوا على اتفاقية الدفاع المشترك بأنها ضربة للنفوذ الغربى، وقال إن « العناصر العسكرية في إسرائيل تضغط لاتخاذ تدابير سريعة).

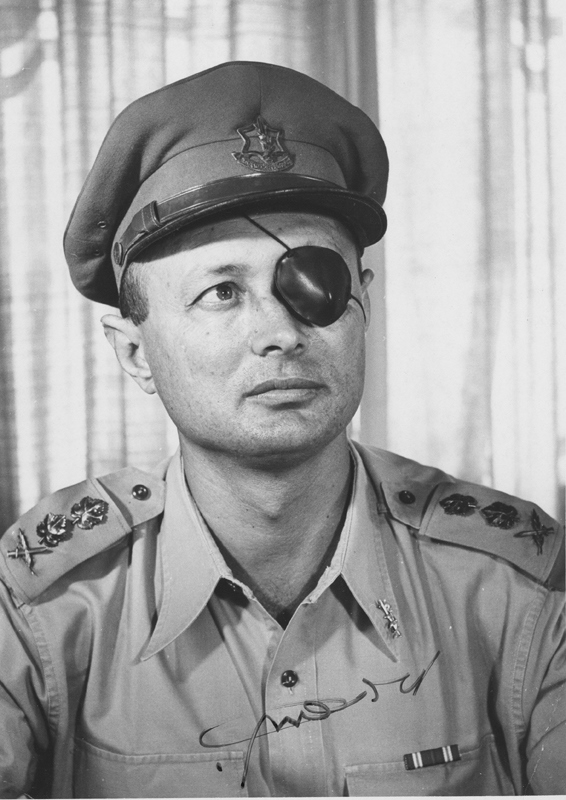
موشيه دايان

الاربعاء، 31 مايو، في إسرائيل، أصبح الحديث عن تعيين موشى دايان وزيرا للدفاع مطلبا شعبيا عاما وحاول أشكول طوال اليوم التمسك بمنصب وزير الدفاع. حين فشل، حاول ابعاد دايان عن وزارة الدفاع، فعرض المنصب على يغائيل يادين، الذي كان مديرا للعمليات فٍي حرب 1948 وأول رئيس اركان للجيش الإسرائيلي فيما بعد، والمستشار العسكري غير الرسمي لرئيس الوزراء. الا ان يغائيل رفض العرض. عندئذ أعلن اشكول عن قبوله لإيغال آلون، ولكن يغائيل نصحه بكل قوة بضرورة تعيين موشى دايان في مكانه حاول يغائيل اقناع موشى دايان بقبول منصب وزير الدفاع ولكن على غير أساس حزبي، ولكن دايان لم يرض بذلك. قام اشكول في تلك الليلة بأكثر من محاولة لابعاد دايان عن وزارة الدفاع، وذلك بأن عرض عليه عدة عروض من بينها القيادة العامة للجبهة الجنوبية، وهو منصب يمكن اشغال دايان به بعيدا عن السياسة لمدة طويلة، ومنصب المستشار العسكري، الذي يعني مسؤولية بلا سلطات. دايان رفض كل هذه العروض. في نهاية اليوم تبين لاشكول ولاعضاء حكومته، ان قيام حكومة اتحاد وطني ضرورة للخروج باسرائيل من هذه الازمة وانه من الضروري اقناع كتلتي جاحال ورافي بالانضمام للوزارة. لم ترض الكتلتان ذلك إذا لم يتول دايان منصب وزير الدفاع.
وفي 1 يونيو، أدى الضغط من جانب العسكريين العاملين والسياسيين إلى تأليف وزارة الحرب، حيث عدل أشكول حكومته بحيث انتقلت حقيبة الدفاع إلى موشي دايان، الذي كان قد عاد منذ وقت قريب هو وضباط أركان حربه من بعثة تدريبية طويلة في فيتنام، كما ضمت فيمن ضمت مناحيم بيجين، الرئيس السابق لمنظمة الأرجون الارهابية، والمسئول عن مذبحة دير ياسين. وأصبح مناحيم بيغن وزيرًا للدولة ومعه جوزيف سافير، وثلاثتهم من أحزاب اليمين المحافظ ممثلو "خط التطرف" في التعامل مع العرب كما يقول جون ديزيد، داخل البلاد. فور استلام ديان مهام وزارة الدفاع حصلت تعديلات في صفوف القادة العسكريين. فأصبح الجنرال بارليف نائبا لرئيس الأركان، وعين الجنرال بن زور (رئيس الأركان الأسبق ومن المؤيدين لحزب رافي) مساعدا خاصا لديان. وفي الوقت نفسه، وصل اللواء رياض عمان قادما من القاهرة، ليتولى قيادة القوات الأردنية المسلحة، ووضع خططا تتضمن اشتراك القوات العراقية بفرقة عسكرية.

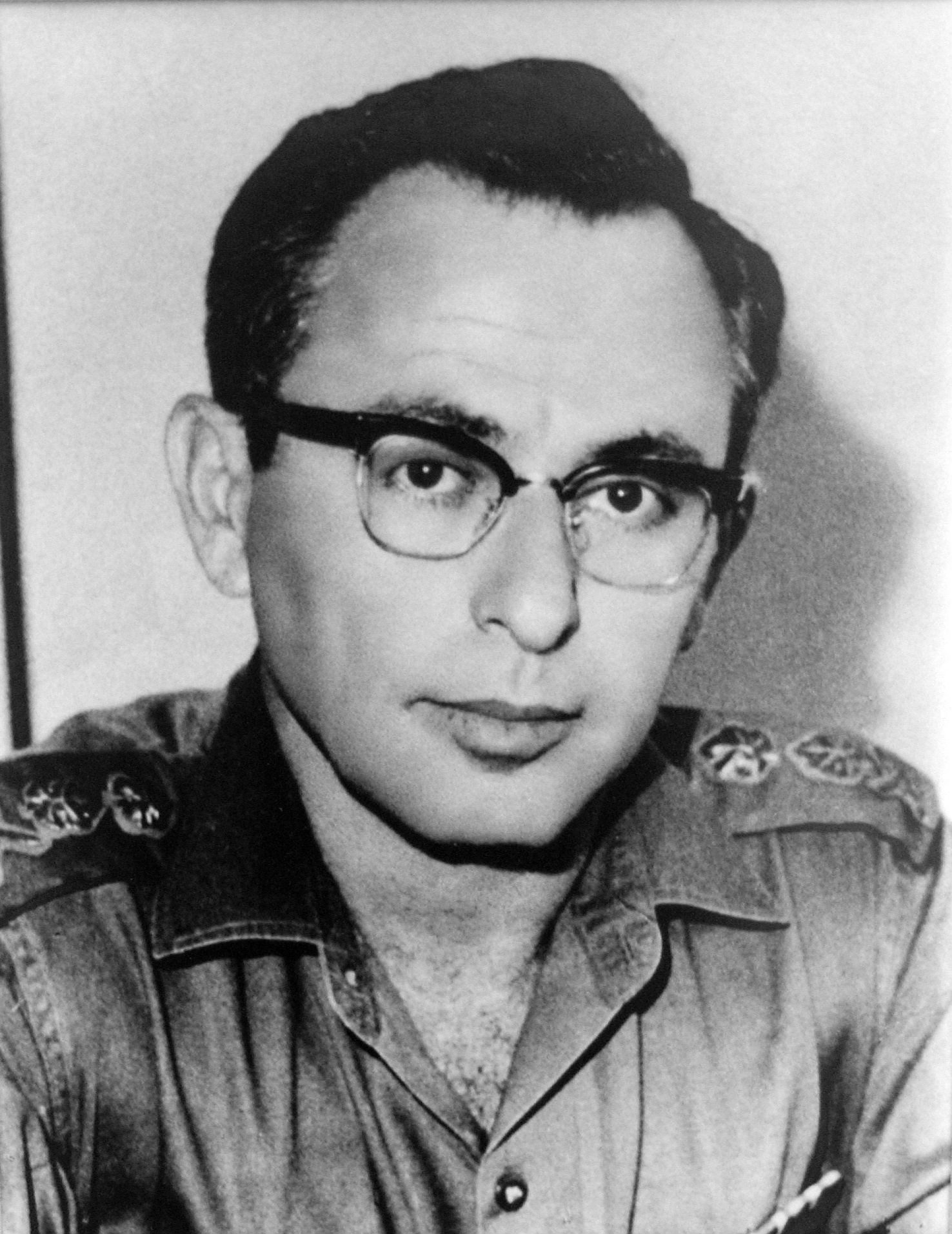
تسفي تسور

الجمعة، 2 يونيو، أمر موشى ديان، بصفته وزيرا للدفاع، بطرد نائب وزير الدفاع وعين الجنرال تسفي تسور، أحد رؤساء الاركان السابقين ما بين 1960 و1963 مساعدا خاصا له. وتحددت بصفة نهائية خطة العمليات الإسرائيلية في سيناء. وكانت تقوم على اختراق سيناء على طول أربعة محاور: اثثان منها يتوازيان في منطقة رفح في الطرف الجنوبى لقطاع غزة، واثنان في وسط سيناء. كما قامت الخطة على ألا تصل القوات الإسرائيلية إلى قناة السويس أو إلى مضيق تيران.
و في اليوم التالي، 3 يونيو، زار وفد عراقي عمان والقاهرة للتوقيع على معاهدة الدفاع المشترك المصرية والاردنية وبذلك أصبحت ثلاثية. وفي عمان، أعلن الملك حسين في مؤتمر صحفي عقده الساعة 12 ظهرا، انه يتوقع نشوب الحرب خلال اليومين القادمين، وفي القدس عقد احمد الشسقيري مؤتمرا صحفيا ودعا فيه إلى الجهاد ضد إسرائيل. ِ
عقد موشي ديان مؤتمراً صحفيا بدا فيه وديا. قال ان الحكومة قد قامت بجهد دبلوماسي، قبل اتضمامه اليها، وان هذه المحاولة يجب ان تأخذ مداها. واضاف ان إسرائيل يجب ان تخوض معاركها بجنودها، وانه لا يريد ان يموت الأمريكيون أو البريطانيون دفاعا عن إسرائيل. وحين سئل هل فقدت إسرائيل زمام المبادرة العسكرية اجاب: «ان كنت تريد ان تقول انه لا حظ لنا فانى لا اتفق معك». تعمدت السلطات الإسرائيلية اعطاء إجازات علنية للجنود الاحتياطي، وتم تغطيتهم إعلاميا، وبشكل مكثف، وهم يقضون اجازة نهاية الاسبوع على الشواطئ. في مساء نفس اليوم، أبلغ ديان مجلس الوزراء الإسرائيلي انه يعتقد بقدرة إسرائيل على هزيمة القوات المصرية في سيناء، وبخسائر لا تتعدى الف قتيل إسرائيلي، أعطى البريجادير مردخاي هود، قائد الطيران الإسرائيلي، تقريره بانه يستطيع تدمير قوات الطيران العربية والحيلولة بينها وبين ضرب الاهداف فوق أسرائيل. كان معظم الوزراء يدركون، أن قيام إسرائيل بالهجوم لن يغضب أمريكا؛ كما كان الامر سنة 1966، وقدروا بحساباتهم ان الاتحاد السوفييتي لن يتدخل. استمرت المباحثات حتى الساعات الأولى من صباح اليوم التالي.
جرى التصويت بعد ذلك، فصوت خمسة عشر وزيرا بشن حرب فورية ضد مصر وامتنع وزيران فقط عن التصويت، ولكنهما عادا وصوتا إلى جانب القرار. اصدر موشى ديان امرا للقوات بالاستعداد للقتال.

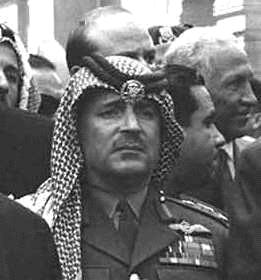
عامر خماش

يوم الأحد 4 يونيو، تعارضت تماما الاستعدادات الإسرائيلية، السريعة والسرية، طوال اليوم، مع التصريحات العربية المليئة بالتهديد والتحركات العسكرية الواضحة. وصل القاهرة وزير خارجية ليبيا ليعلن ان وحدة ليبية ستقاتل إلى جانب المصريين، وان الامريكيين لن يسمح لهم باستعمال قاعدة ويلس إذا ساعدوا إسرائيل. تولى اللواء عبد المنعم رياض قيادة القوات الأردنية المسلحة، ووصات عمان وحدتان من الصاعقة المصرية « السريتان 33 و53 »، بطريق الجو. وصلت طلائع اللواء الاول للفرقة العراقية، الموعود بها، الحدود الشمالية للاردن ترافقها وحدتان من قوات منظمة التحرير الفلسطينية وذلك عند المساء.

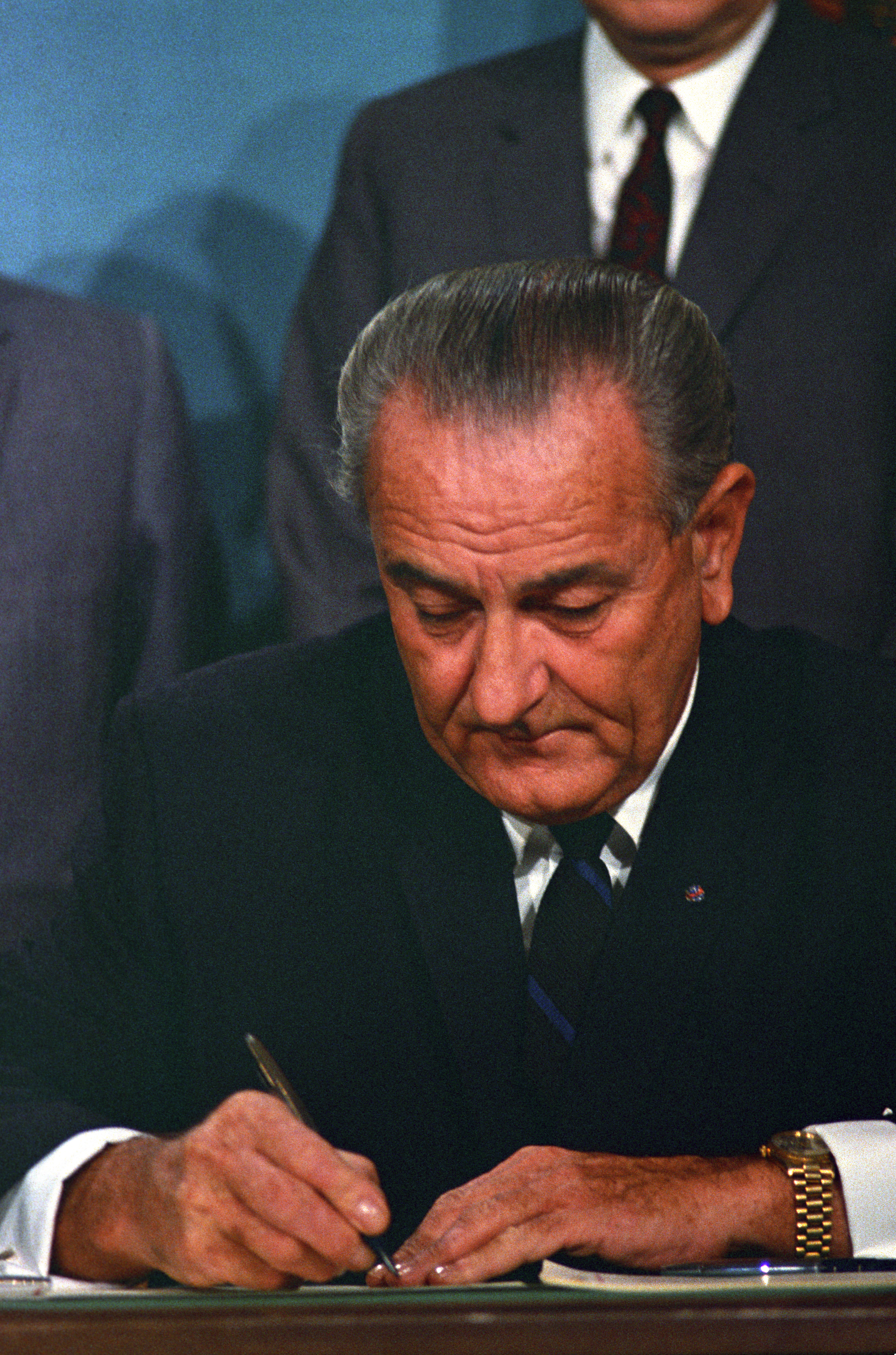
الرئيس الأمريكي ليندون جونسون عام 1967

عاد الملك فيصل فأمر القوات السعودية بدخول الأردن، فعبر الحدود لواء مشاة سعودي. بقي لواءان سعوديان في تبوك، قريبا من الحدود الأردنية، في انتظار أمر دخول الأردن صباح اليوم التالي. ويبدو ان الملك حسين كان يتوقع الحرب في اية لحظة، فأمر في المساء رئيس الاركان الأردني اللواء عامر خماش، بواسطة اللواء رياض، بان تتولى قوة الطيران الأردنية الصغيرة حماية الاجواء الأردنية اعتبارا من فجر اليوم التالى.
اما عبد الناصر، فلم يكن متأكدا من شيء بعد، وكان يأمل ان لا تهاجم إسرائيل لبضعة أيام أخرى. كان يريد ان تتمكن هيئة الاركان المصرية والاردنية والسورية والعراقية من تنسيق خطوطها وتحريك قواتها إلى مراكز أفضل حتى يتمكنوا جميعا من القيام بهجمات مشتركة وفي وقت واحد ضد أسرائيل.
وفي الوقت الذي كان الإسرائيليون يضعون فيه اللمسات الاخيرة للهجوم. كانت بعض القوى الغربية تحاول ان تجد حلا ما، ولكن بلا جدوى. فقد أعلن عبد الناصر بقوة، انه لن يستمع لاقتراحاتهم التي تمس السيادة المصرية. كان على الوزارة الإسرائيلية أن تتخذ قرارها في شأن الضربة الجوية. وقد أوضح ديان أنه لو أخذت إسرائيل مصر على غرة فسوف تعطل على الأقل مائة طائرة من سلاحها الجوى، وهو مايعادل ما يمكن أن تحصل عليه إسرائيل في الشهور الستة التالية من مساعدات، إذا قبلت إحدى الدول مدها بهذه المساعدات. وأن الضربة الأولى سوف تحدد مَن مِن الطرفين سوف يتلقى النصيب الأوفى من الاصاباتن وسوف تغير على وجه التحقيق ميزان القوى. فإذا أفلحت القوات الإسرائيلية في اختراق سيناء فسوف تجبر القوات المصرية على اتخاذ موقف الدفاع، وهو أمر مهم جدا لهم، لأنه مع وجود مئات الدبابات المصرية في سيناء على كل محور من المحاور المؤدية إلى إسرائيل فسوف يكون من الخطورة بمكان السماح لهذه الدبابات بشن هجومها الذي يمكن أن يهدد إسرائيل. ومن ثم كان من الضرورى بالنسبة لاسرائيل أن تبدأ بالضربة الأول. في ذلك الحين كان معظم الوزراء قد أصبحوا على قناعة تامة بأن الحرب لم تعد أمرا يمكن تجنبه. وحتى أبا إيبان انضم إلى الصقور منذ أول يونيو - كما قال فيا بعد.
وافقت الوزارة على الخطة العسكرية بدون أخذ أصوات رسميا. فقد فوض أشكول الجيش في تحديد الوقت والمكان والطريقة المناسبة لشن الحرب. وقد اختار ديان صباح يوم 5 يونيو. وفى الوقت الذي كانت الأمور في إسرائيل تمضى نحو قرار الحرب الهجومية، كانت الأمور في مصر تمضى، بالسر، نحو تفادى القيام بهذه الحرب مها كان الثمن. وفى الحقيقة أن رأى المؤسسة العسكرية المصرية كان مماثلا لرأى المؤسسة العسكرية الإسرائيلية، وهو أنه إذا كان لامفر من الحرب، فلتكن حربا هجومية. وبمعنى آخر أنه إذا كان الاحتفاظ بالمكاسب السياسية الممثلة في إغلاق خليج العقبة في وجه الملاحة الإسرائيلية، وحرمانها من منفذها إلى البحر الأحمر، من شأنه حتما أن يؤدى إلى الحرب » فلتكن هذه الحرب حربا هجومية تكون المبادرة فيها في يد مصر.
وهذه الحقيقة ربا كانت منشأ القصة التي
أما الولايات المتحدة فقد كانت علاقاتها مع مصر في تحسن، إذ زار القاهرة الموفد الخاص للرئيس الأمريكي وتقررت زيارة لنائب رئيس مصر ومعه مستشار الرئيس للشؤون الخارجية للقاء جونسون في البيت الأبيض يوم 6 يونيو، كما كان من المقرر إجراء احتفال رسمي لقبول أوراق سفير الولايات المتحدة الجديد في مصر ريتشارد نولتي، كما سمحت الحكومة المصرية لحاملة الطائرات الأمريكية إنتر بريد المرور في قناة السويس كإشارة إلى حسن النوايا، والذي كان من المفترض أن يؤدي إلى إبعاد العمل العسكري، المرور الذي نصح الملك الحسين بتحاشيه.
اندلع القتال فجر 5 يونيو،  وتبادل كل من مصر وإسرائيل الاتهامات حول البادئ بالهجوم، واستدعت معها انعقاد واحدة من أطول جلسات مجلس الأمن إذ دامت جلسته 12 ساعة.

## الأسلحة المستعملة
| البيان                                         | الجيوش العربية | الجيش الإسرائيلي                                                                                    |
| ---------------------------------------------- | --- | --------------------------------------------------------------------------------------------------- |
| المركبات القتالية المدرعة                      | استخدمت كل مصر وسوريا والعراق: تي-34 و تي-55، بي تي-76، أس يو-100. استخدم الأردن: إم-47 باتون، إم-48 باتون، بانزر-4،شتورمجيشوتس 3 وياجبانزر4                                                              | سوبر شيرمان وإم-48 باتون وسينتوريون وأيه أم أكس-13                                                  |
| ناقلات الجنود المدرعة / مركبات المشاة القتالية | بي تي أر-40، بي تي أر-152، بي تي أر-50، بي تي أر-60 | بنهارد إيه إم إل                                                                                    |
| سلاح المدفعية                                  | هاوتزر عيار 152 مم (ML-20)، بي إم-21 غراد، هاوتزر عيار 122 مم D-30) 2A18)، أم-46 | أم 7 بريست، أيه أم أكس-13                                                                           |
| الطائرات                                       | ميكويان-غوريفيتش ميغ-21، ميكويان جيروفيتش ميج-19 ميكويان جيروفيتش ميج-17، سوخوي سو-7، توبوليف تو-16، إليوشن إي أل-28، إليوشن إي أل-18، إليوشن إي أل-14 وأنتونوف أن-12، هوكر هنتر استخدمتها الأردن والعراق | داسو ميراج الثالثة، داسو سوبر ميستير، داسو ميستير الرابعة، داسو أوراجان، طائرات شحن من نورد نوراطلس |
| هليكوبتر                                       | ميل مي-6 وميل مي-4 | |
| أسلحة الدفاع الجوي                             | أس-75 دفينا | إم آي إم-23 هوك، مدفع بوفورز 40 ملم                                                                 |
| أسلحة المشاة                                   | أيه كيه-47، آر بي كي، دوشكا | عوزي، إف إن ماج، أيه كيه-47، رشاش M2 Browninig، إس إس 1.1                                           |

## العمليات العسكرية

### الحرب الجوية
تميزت بداية الحرب العربية الإسرائيلية الثالثة بهجوم مفاجىء قامت به القوات الجوية الإسرائيلية ضد المطارات والطائرات المصرية. وهو هجوم خططت له إسرائيل بعناية وتدريب قواتها الجوية على القيام به عدة مرات من قبل. وحقق هذا الهجوم نجاحا ساحقا ومدمّرا فاق بكثير كل التوقعات التي كانت ترجوها هيئة الأركان الإسرائيلية. وكان لهذا الهجوم الجوي المفاجىء والكبير تاثير حاسم إلى أقصى درجة في التأثير على مجرى الحرب فيما بعد، مبقيا القليل من الشك في النصر الإسرائيلي النهائي.

#### سلاح الطيران الإسرائيلي
[بحاجة لإعادة كتابة]

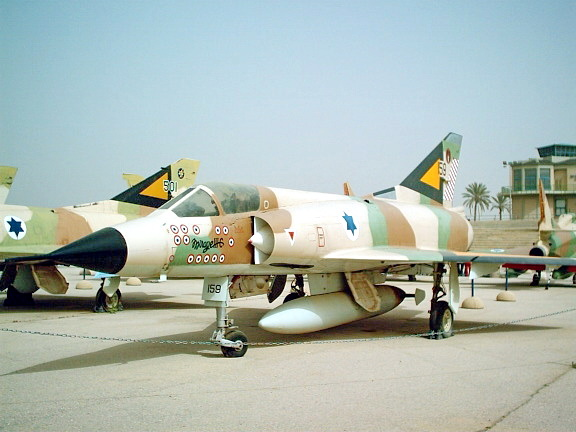
طائرة ميراج الثالثة تابعة للقوات الجوية الإسرائيلية.

لم تكن إسرائيل تمتلك في حرب 1948 سوى عدد قليل من الطائرات، وبعد نهاية هذه الحرب واجهت إسرائيل مصاعب جمة في الحصول على طائرات من أي نوع من الدول الكبرى. وعلى أية حال، فقد استطاعت إسرائيل، بوسائل غامضة، الحصول على طائرات بريطانية من طراز هاريكين وسبتفاير، وطائرات ألمانية من طراز مسرشميت مي 262، اشترتها من تشيكوسلوفاكيا، التي كانت تريطها بها حينذاك صلة صداقة. وهذه الطائرات القليلة ساعدت على ولادة سلاح الطيران الإسرائيلي الناشىء. وبعد فترة من التوقف عادت بعض الدول الكبرى، تبعاً لسياساتها المتغيرة، إلى تزويد إسرائيل ببعض الطائرات، ولكن بأعداد صغيرة تقل كثيرا عن احتياجات الدفاع الإسرائيلي في مواجهة احتمالات المواجهة مع العرب. ولم يتمكن السلاح الإسرائيلي من التوسع الكبير إلا بعد ثورة الجزائر، وتدفق المساعدات المصرية للوطنيين الجزائريين. إذ اندفعت فرنسا بعد ذلك في إقامة جسور التعاون والصداقة مع إسرائيل، وأتيحت الفرصة بذلكِ أمام إسرائيل للحصول على طائرات فرنسية.
في سنة 1956، بعثت فرنسا لإسرائيل بكميات من السلاح والطائرات ولكن بعض طائرات الأوريغون كانت قد سلّمت من قبل. وفي خلال حملة سيناء من 30 أكتوبر إلى 4 نوفمبر 1956 وصل التعاون الفرنسي الإسرائيلي إلى قمته. وكان أن وصلت أول طائرات الميستير، طراز 4، إلى إسرائيل ما بين أبريل وأغسطس سنة 1958. وبعد ذلك، تلقت إسرائيل أول طائرات الميراج النفاثة سنة 1960، وتوسع سلاح الطيران الإسرائيلي حتى أصبح أكثر من نصفه فرنسي الصنع، والباقي من طائرات فوغا ماجيستير المجمعة محليا.
وخصص أكثر من نصف ميزانية الحرب الإسرائيلية، أي ما يزيد على مئة وخمسين مليون جنيه استرليني، لقوات الطيران، بما يبيّن الأفضلية التي أعطيت لهذا السلاح. وكان هنالك جدل قائم، وإنما من وراء الجدران، حول تخصيص الاعتمادات الكبيرة من الميزانيات المحدودة والصغيرة، لشراء الطائرات، أو العربات القتالية المدرعة، ولكن مجموعة الطيران فازت برأيها. وبدات إسرائيل ببناء صناعة جوية خاصة بها. وكانت تشتري معظم احتياجات سلاحها الجوي من الأسواق العالمية، وبأسعار باهظة. وفي سنة 1952 أقامت شركة فوغا الفرنسية مصنع تجميع طائرات نفائة، وبدات سنة 1962 في إنتاج أنواع معدلة من طائرات فوغا ماجستير، ولكن هذه الطائرات لم تكن تكفي للدفاع عن إسرائيل، ولم يكن سلاح الجو الإسرائيلي سلاحا مستقلا ولكنه كان خاضعا لرقابة الأركان العامة الصارمة. وكان يتولى قيادته البريجادير مردخاي هود رئيس أركان الطيران، ويبلغ عدد العناصر الدائمة العاملة فيه ثمائية آلاف شخص من بينهم 1200 طيار، بعضهم تحت التمرين. وكان يمكن زيادة هذا العدد إلى ضعفيه في حالات الطوارئ، ولكن في نطاق الخدمات الارضية فقط والصيانة. وفي حالة التعبئة الكاملة، بما في ذلك عناصر الدعم المدنية، يبلغ عدد العاملين في السلاح الجوي حوالي عشرين ألف شخص. وكانت إسرائيل تملك 450 طائرة من مختلف الأنواع بما في ذلك الطائرات المروحية، وكانت « طائرات الخط الأول» وعددها 350 تتوزع على 13 سربا جويا من بينها خمسة أسراب اعتراض، وخمسة أسراب قاذفات مقاتلة، وسربان للمواصلات الجوية، وسربان طائرات مروحية.
وبهذا لم تكن إسرائيل تملك سلاحا استراتيجيا بالمعنى المفهوم، بسبب رئيسي وهو أنه لم يكن لديها قاذفات بعيدة المدى. فأكثر طائراتها كانت تعمل في مدى لا يزيد على 400 ميل أو أقل، وهو مدى يقصر عن الوصول إلى أجزاء كبيرة من مصر والعراق والسعودية.

### الضربة الجوية

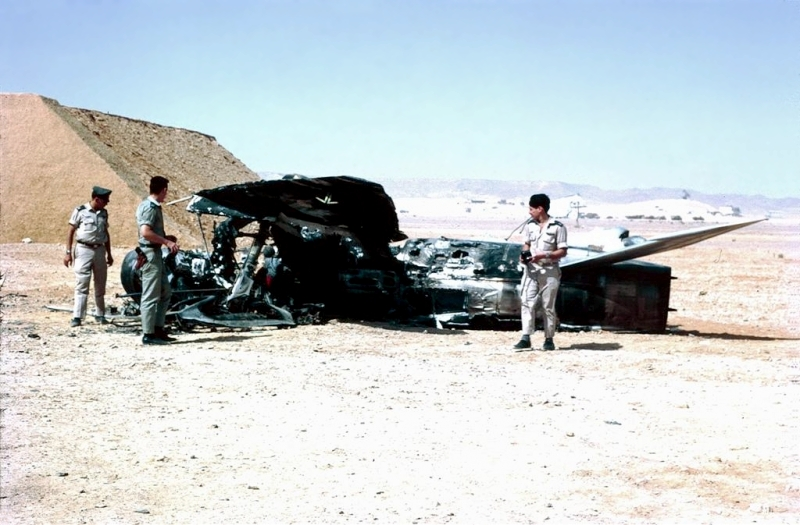
جنود إسرائيليون قرب طائرة عسكرية مصريّة محطمة في سيناء.

كان تحرك إسرائيل الأول والأكثر أهمية والذي أربك الجيش المصري، الذي كان أكبر الجيوش العربية المشاركة في القتال وأفضلها تسليحًا، هو الهجوم على مطارات ومهابط الطائرات المصرية، بحيث عطلت القدرة على استعمال 420 طائرة مقاتلة يتألف منها الأسطول الجوي المصري؛ وقد ذهب بعض الصحفيين والمحللين المصريين من أمثال محمد حسنين هيكل للقول أن تعطيل سلاح الجو المصري هو السبب الأبرز لخسارة الحرب. النوع الأبرز للطائرات المصرية كان توبوليف تو-16 وهي سوفيتية الصنع كسائر قطع الأسطول الجوي المصري، وبإمكان الطائرة إطلاق مقذوفاتها من علو متوسط.
في 5 يونيو الساعة 7:45 بالتوقيت المحلي، دوت صفارات الإنذار في جميع أنحاء إسرائيل، وأطلق سلاح الجو الإسرائيلي العملية العسكرية الجوية ضد المطارات المصرية،  بمعدل 12 طائرة لكل مركز جوي في مصر. كانت البنية التحتية المصرية الدفاعية سيئة للغاية، وعلى الرغم من وجود بعض المطارات المزودة بملاجئ خاصة للطائرات، قادرة على حماية الأسطول الجوي المصري من التدمير، إلا أن الملاجئ لم تستعمل، وربما "المباغتة" التي قام بها الجيش الإسرائيلي هي السبب، فالطائرات الإسرائيلية حلقت على علو منخفض لتفادي الرادار فوق البحر الأبيض المتوسط قبل أن تتجه نحو الأراضي المصرية من فوق البحر الأحمر،  وبكل الأحوال كان من الممكن استعمال صواريخ أرض جو المصريّة لإسقاط أكبر عدد من الطائرات الإسرائيلية تقليصاً للخسائر، إلا أن البيروقراطية الإدارية حالت دون استعمال هذا السلاح الذي وصفه هيكل بالفعّال، وسوى ذلك فإن القائد العام للجيش المصري المشير عبد الحكيم عامر كان حينها على متن طائرة متجه إلى سيناء ولم يعرف بالضربة الجوية الإسرائيلية إلا حين لم تجد طائرته مكانًا للهبوط في سيناء، بسبب تدمير جميع مدرجات المطارات، وهو ما دفعه للعودة إلى مطار القاهرة الدولي، دون أن يتمكن من تحقيق غايته. يذكر أيضًا أن الرادار التابع للأردن في عجلون استطاع الكشف عن اقتراب سرب من الطائرات الإسرائيلية للأراضي المصرية، وذكر كلمة السر للقيادة المصرية، غير أن مشاكل الاتصالات منعت من وصول التحذير إلى المطارات المستهدفة مسبقًا.

إحدى طائرات الميج 21 المصرية مدمرة على الأرض

إستراتيجية الجيش الإسرائيلي، كانت تعتمد بشكل أساسي على تفوق سلاح الجو، ولذلك أخذت الطائرات تقصف وتمشط المطارات العسكرية المصرية، واستعملت نوعًا جديدًا من القنابل منتج من قبل إسرائيل وبالتعاون مع فرنسا، عرف باسم "القنبلة الخارقة للاسمنت" بحيث تنتزع بنية مدرجات الإقلاع، بهدف منع الطائرات في الملاجئ من القدرة على الإقلاع في وقت لاحق، وحده مطار العريش لم يستهدف، إذ إن الخطة الإسرائيلية كانت تقضي بتحويله إلى مطار عسكري للجيش الإسرائيلي بعد السيطرة على المدينة، لتسهيل الاتصالات الجوية بين داخل البلاد وسيناء. كانت العملية ناجحة أكثر مما توقع الإسرائيليون حتى، وبينما تم تدمير سلاح الجو المصري بأكمله على أرض الواقع، فإن الخسائر الإسرائيلية لبثت قليلة حيث تم تدمير ما مجموعة 388 طائرة مصرية وقتل 100 طيار،  أما الجيش الإسرائيلي فقد خسر 19 طائرة من بينها 13 أسقطت بواسطة المدفعية المضادة للطائرات والباقي في مواجهات جوية.
بعد ظهر ذلك اليوم، تم تنفيذ غارات جوية ضد إسرائيل من قبل الأردن، ووسوريا، ووالعراق، ردت عليها إسرائيل بالمثل، وفي ختام اليوم الأول، كان الأردن قد خسر أكثر من ست طائرات نقل مدني طائرتين عسكريتين ونحو 20 جنديًا في هجوم شبيه على المطارات الأردنية، أما في سوريا فإن حصيلة الغارات الإسرائيلية كانت خسارة 32 طائرة ميج 21 و23 طائرة ميج 15، و15 طائرة ميج 17 وهو ما قدر بكونه ثلثي القدرة الدفاعية السورية. كذلك فقد دمرت عشر طائرات جوية عراقية في مطار عسكري غرب العراق، وكانت الخسارة 12 طائرة ميج 21 و17 طائرة هنتر وثلاثة طائرات قتالية، كما قتل جندي عراقي. قتل أيضًا 12 مواطن في لبنان، وذلك عقب سقوط طائرة إسرائيلية فوق الأراضي اللبنانية. وكمحصلة اليوم الأول، أعلن الناطق باسم الجيش الإسرائيلي، أن إسرائيل دمرت 416 طائرة عربية، في حين خسر الإسرائيليون 26 طائرة فقط خلال اليومين الأولين من الحرب: ستة من أصل 72 طائرة ميراج-3 وأربعة من أصل 24 من طائرات سوبر مايستر وثمانية من أصل 60 طائرة مايستر وأربعة من أصل 40 طائرة أورغان، وخمسة من أصل 50 طائرة مقاتلة، كما قتل 12 طيارًا وجرح خمسة وأسر أربعة؛ وقد قيل أن الصحافة الغربية قد بالغت من تصوير الخسائر التي مني بها العرب، غير أن الوقائع أثبتت أن مصر وسوريا والأردن وغيرها من القوات الجوية العربية، لم تقوم بأي عملية جوية فيما تبقى من أيام الحرب، كما نشرت الإذاعة المصرية خبرًا كاذبًا أنه قد تم إسقاط 70 طائرة إسرائيلية في اليوم الأول من القتال.

### اجتياح غزة وسيناء
تألفت القوات المصرية المتواجدة في سيناء من 100,000 جندي في سبعة فرق عسكرية (فرقة مدرعة و3 مشاة وواحدة ميكانيكية ووحدة عمليات خاصة بالإضافة إلى وحدة مختلطة في شرم الشيخ) وهم الفرقة الثانية المشاة بقيادة اللواء أ.ح. سعدي نجيب وتمركزت بالقرب من مدينة القسيمة والفرقة الثالثة المشاة بقيادة اللواء أ.ح. عثمان نصار وتمركزت بين الحسنة وجبل لبني والفرقة الرابعة المدرعة بقيادة اللواء أ.ح صدقي الغول وتمركزت في وادي المليز بين بير تمادا وبئر الجفجافة والفرقة السادسة المشاة الميكانيكية بقيادة اللواء أ.ح.عبد القادرحسن وتمركزت بين الكونتلا ونخل جنوباً والفرقة السابعة المشاة بقيادة لواء أ.ح. عبد العزيز سليمان وتمركزت في منطقة رفح وفرقة عمليات خاصة بقيادة اللواء أ.ح سعد الدين الشاذلي وتمركزت في شمال الفرقة السادسة بالإضافة إلى قوة مختلطة في شرم الشيخ بقيادة العميد أ.ح عبد المنعم خليل ، امتلكت هذه القوات 900-950 دبابة و1,100 ناقلة جنود مدرعة و1,000 قطعة مدفعية،  ويعتمد التنظيم العسكري المصري على العقيدة العسكرية السوفيتية التي تقوم بوضع الدبابات في العمق الدفاعي لتوفير الدفاع المتحرك في حين تضطلع وحدات المشاة بالمهام القتالية في المعارك الثابتة.
أما القوات الإسرائيلية المحتشدة قرب الحدود المصرية فقد تألفت من ستة ألوية مدرعة ولواء مشاة واحد ولواء ميكانيكي واحد وثلاثة ألوية مظليين بمجموع 70,000 مقاتل ونحو 700 دبابة، موزعة على ثلاثة فرق مدرعة. اعتمدت الخطة الهجومية الإسرائيلية على مباغتة الجيش المصري بهجوم جوي بري متزامن. وقد كانت القيادة العسكرية المصرية تتوقع أن يقوم الجيش الإسرائيلي بذات الهجوم الذي شنه في حرب عام 1956 أي من الطريق الشمالي والمتوسط، غير أن القوات الإسرائيلية دخلت من الطريق الجنوبي، ما سبب حالة من الإرباك. بداية، تقدم الجيش الإسرائيلي نحو غزة وقاوم الجيش المصري بشراسة ذلك التقدم مدعومًا من الفرقة الفلسطينية رقم 20، بقيادة حاكم غزة العسكري المصري لواء أ.ح عبد المنعم حسني؛ غير أن الجيش الإسرائيلي استطاع السيطرة شيئًا فشيئًا على القطاع بينما أخذت القوات العربية بالتراجع، بعد يومين كان قطاع غزة بكامله تحت سيطرة الإسرائيليين، وبعد أن تكبد كلا الطرفان خسائر كبيرة، إذ فقد المصريون 2000 مقاتل. ومن غزة انطلق الجيش الإسرائيلي نحو العريش، التي سقطت في اليوم ذاته بعد معركة شرسة على مشارف المدينة، وأما القوات المصرية التي كانت تدافع عنها فأغلبها قتلت أو وقعت في الأسر أو فرّت.
من جهة ثانية وفي الوقت نفسه، كان اللواء أبراهام يوفي ومعه اللواء أرئيل شارون قد دخلا سيناء من الناحية الجنوبية، ووقعت معركة أبو عجيلة في قرب القرية المعروفة بهذا الاسم؛ كانت القوات المصرية المرابطة هناك فرقة واحدة من المشاة وكتيبة من الدبابات تعود لمرحلة ما بعد الحرب العالمية الثانية، ومؤلفة بشكل عام من 16,000 رجل، في حين كانت القوات الإسرائيلية حوالي 14,000 رجل وحوالي 150 دبابة. دخل لواء شارون إلى سيناء فقسمه وفق الخطة الموضوعة سلفًا بإرسال اثنين من ألويته نحو الشمال مساعدين في احتلال العريش ومن ثم سيطروا على مدينة أم قطف، في حين قامت سائر قواته بتطويق أبو عجيلة، ودعمته قوات إنزال مظلي خلف مواقع المدفعية المصرية، ما ساهم في زرع البلبلة بين فرق المدفعية وسلاح المهندسين. ثم هاجم مواقع البدو في سيناء،[بحاجة لتوضيح] واستمرت المعارك ثلاثة أيام، إذ أبدى المصريون مقاومة شرسة مدعومين من حقول الألغام والكثبان الرملية، غير أنه في النهاية سقطت أبو عجيلة، وكانت كلفة المعركة 4000 من الجنود المصريين وحوالي 40 دبابة، بينما خسر الإسرائيليون 33 جندي و19 دبابة.
بعد معركة أبو عجيلة، كانت القوات الإسرائيلية قد سيطرت على العريش وأم قطف وجبل لبني وعدد من المدن والقرى المحصنة، ولم ينفع سلاح الدبابات المصريّة بسبب حوزة الجيش الإسرائيلي على أسلحة مضادة للدبابات، حتى في المواقع التي كان يبدي فيها المصريون تقدمًا ويقتربون من تحقيق الانتصار على القوات البرية الإسرائيلية كان سلاح الجو الإسرائيلي يتدخل حاسمًا المعركة لصالح القوات البرية الإسرائيلية،[بحاجة لمصدر] ودون أن يلقى مقاومة جوية، بسبب انفراط عقد سلاح الجو المصري في اليوم الأول من الحرب، ومجمل ما تمكن سلاح الجو المصري هو تنفيذ 150 طلعة خلال أربعة أيام من الحرب فوق سيناء.
رغم سقوط قلب سيناء، فإن القيادة المصريّة أوفدت مزيدًا من الجنود نحو غرب البلاد، لمنع سيطرة الإسرائيليين على قناة السويس، مع ذلك تيقن عبد الحكيم عامر من هزيمة بلاده منذ أن علم بسقوط أبو عجيلة. بين 6 و7 يونيو، عبر شارون القسم الجنوبي من سيناء، مصحوبًا بدعم جوي، فسيطر على جنوب سيناء وتوقف عند قناة السويس بعد أن سيطر على شرم الشيخ؛ تزامنًا مع ذلك حاولت البحرية الإسرائيلية إنزال غواصين قبالة ميناء الإسكندرية للقيام بعمليات تخريبية غير أنهم وقعوا في الأسر. يجب الأخذ بعين الاعتبار، أن آلافًا من الجنود المصريين إنما قتلوا خلال انسحابهم من وسط سيناء نحو القناة، إذ اضطروا لقطع 200 كم سيرًا على الأقدام في بيئة صحراوية جافة، وهو ما أدى إلى قبول مجموعات من الجنود تسليم أنفسها كأسرى للجيش الإسرائيلي، في حين أنه من القوات التي كانت مرابطة في سيناء، نجت مجموعة قليلة جدًا من الجنود. يوم 8 يونيو يمكن اعتبارها نهاية الحرب في سيناء، مع وصول الجيش الإسرائيلي إلى رأس سدر على الساحل الغربي من شبه الجزيرة، والتي سيطرت عليه زوارق من البحرية الإسرائيلية مدعمة من قوات مظليين. نجت مجموعة من القوات الخاصة المصرية مكونة من 1500 ضابط وفرد بقيادة سعد الدين الشاذلي (رئيس أركان حرب أكتوبر 1973) من التدمير والأسر بعد قيامه بالانسحاب تحت جنح الظلام ليلة 7 يونيو ووصوله إلى الضفة الغربية لقناة السويس.

### احتلال الضفة الغربية

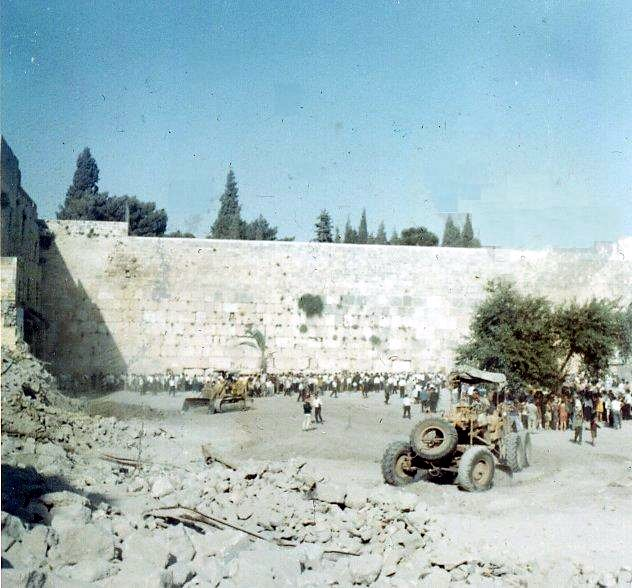
جرّافات إسرائيلية تزيل ركام حارة المغاربة بعد هدمها، في يوليو سنة 1967.

كان الأردن مترددًا في الدخول بالحرب، في حين اتفق جمال عبد الناصر والملك حسين على دخول الحرب، من أجل تخفيف الضغط عن الجبهة المصرية. بشكل عام، فإن القوات المسلحة الأردنية صغيرة الحجم ومؤلفة من 11 لواء موزعة على 55,000 جندي ومجهزة بنحو 300 دبابة حديثة غربية الطراز. تم نشر تسعة ألوية أي 45,000 جندي مع 270 دبابة و200 قطعة مدفعية على كامل الضفة الغربية، بما فيها قوات النخبة، أما الاثنتان الباقيتان فقد انتشرا في وادي الأردن. كان الجيش الأردني معروفًا آنذاك باسم "الجيش العربي"، ويشتهر عن مقاتليه المهنية والتجهيز الجيد والتدريب الجيد؛ وفي المقابل فإن القوات الإسرائيلية في الضفة الغربية كانت مؤلفة من 40,000 جندي و200 دبابة أي ثمانية ألوية، اثنان منهما متمركزان بشكل دائم قرب القدس مع وجود عدد من الكتائب الميكانيكية. استدعي أيضًا لواء المظليين من سيناء نحو رام الله، واستولى هذا اللواء على اللطرون خلال هذه العملية. كان يوجد أيضًا ثلاثة ألوية بقيادة الجنرال بيليد عاد شمال الضفة العربية، متمركزة في مرج بن عامر.
حسب الخطة الإسرائيلية، كان من المفترض أن تبقى إسرائيل في موقف دفاعي على طول الجبهة لتركيز الضغط على مصر. غير أنه، وردًا على الضرية الجويّة للجيش الإسرائيلي على سيناء، بدأ الجيش الأردني في صباح 5 يونيو، مدعومًا من المدفعية العراقية، قصف مواقع في القدس الغربية ونتانيا وكفر سابا على مشارف تل أبيب، وبحسب الرواية الإسرائيلية فإن القصف الأردني والعراقي طال أهدافًا مدنية، غير أن حصيلة هذه الغارات لم تكن سوى قتيل إسرائيلي واحد وسبعة جرحى. مساء ذلك اليوم، عقد مجلس الوزراء جلسة وقرر بناءً على اقتراح مناحيم بيغن وإيغال آلون إعلان الحرب على الأردن واحتلال الضفة الغربية، لمناسبة كون هذه "فرصة مؤاتية" للسيطرة على القدس الشرقية، ولكن ليفي أشكول قرر تأجيل اتخاذ أي قرار حتى يستشير موشيه دايان وإسحق رابين.

مظليون إسرائيليون بالقرب من حائط البراق بعد سقوط القدس الشرقية بيد إسرائيل في شهر يونيو سنة 1967.

دخل الجيش الأردني إلى القدس وهي منطقة منزوعة السلاح بموجب شروط الهدنة لعام 1949، وقصف منها جوار تل أبيب، وفي جلسة مجلس الأمن الدولي ليوم 5 يونيو قال الأمين العام يو ثانت أنه من واجب الأردن الانسحاب من القدس فورًا، كما قال أن مقر الأمم المتحدة في المدينة تعرض لقصف بقذائف الهاون وأن الجيش الأردني احتلّ المبنى، لاحقًا تبيّن أن ثلاث جنود أردنيين فقط هم من دخلوا المبنى لتقديم الاحتجاج على هيئة مراقبة الهدنة بسبب الحشود العسكرية الإسرائيلية قرب القدس، وأنهم غادروا المبنى بعد عشر دقائق تقريبًا.
في 6 يونيو، سارعت وحدات من الجيش الإسرائيلي لدخول الضفة، وهاجم الطيران الإسرائيلي مطارات الأردن ومراكز التزود بالوقود، وعلى الأرض دارات معارك شرسة بين الطرفين قبالة القدس، التي سيطر الجيش الإسرائيلي على تلة إستراتيجية شمالها، في حين لم يتوقف قصف المدفعية الأردنية للمواقع العسكرية في المدينة؛ بحلول المساء كان لواء القدس قد حاصر جنوب المدينة الشرقية انتشر في المدينة الغربية، في حين كان لواء هرئيل ولواء المظليين قد انتشر شمالها، ما يعني تطويق المدينة، ودارت معركة تلة الذخيرة التي قتل فيها 71 جندي أردني و37 جندي إسرائيلي، ولم يأمر موشي دايان قواته دخول المدينة "خوفًا على الأماكن المقدسة"، غير ان القتال تجدد في 7 يونيو، حيث هاجم لواء المشاة اللطرون واستولى عليها عند الفجر، ومنها تقدم نحو بيت حورون وثم إلى رام الله محاصرًا إياها؛ كما وصل لواء جديد سيطر على المناطق الجبلية شمال غرب القدس، وربط حرم الجامعة العبرية في أطراف القدس مع المدينة نفسها، وبختام اليوم كان الجيش الإسرائيلي قد احتل رام الله، وأوقف تقدم قوات أردنية قادمة من أريحا لتعزيز الموقف على القدس.
عندما علم دايان أن مجلس الأمن الدولي قد توصل لشبه اتفاق حول فرض وقف إطلاق النار، أمر قواته بدخول القدس الشرقية ودون موافقة من مجلس الوزراء، دخلت وحدات من الجيش البلدة القديمة عبر باب الأسباط واستولت على جبل الزيتون والمسجد الأقصى وحائط البراق، كانت المعارك للسيطرة على المدينة ضارية وغالبًا ما تنقلت شارعًا تلو الآخر، وتزامنًا سيطر الجيش الإسرائيلي على الخليل دون مقاومة، وشرع لواء هرئيل بالزحف شرقًا نحو نهر الأردن، وفي الوقت نفسه هاجمت قوات إسرائيلية بيت لحم مدعومة بالدبابات، وتم الاستيلاء على المدينة بعد معركة قصيرة سقط بموجبها 40 قتيلاً أردنيًا ثم اضطروا للانسحاب لحماية الأماكن المقدسة. أما نابلس فقد دارت على أطرافها معركة شرسة، وكان عدد القتلى من الإسرائيليين يضاهي تقريبًا عدد القتلى من الأردنيين، ولولا تفوق سلاح الجو الإسرائيلي لكان من الممكن تحقيق نصر للجيش الأردني فيها. وفي اليوم نفسه، وصل الجيش الإسرائيلي إلى نهر الأردن وأغلق الجسور العشرة الرابطة بين الضفة الغربية والبلاد، وبعد انسحاب قوات الجيش العراقي، تمت السيطرة على أريحا.

### سقوط الجولان

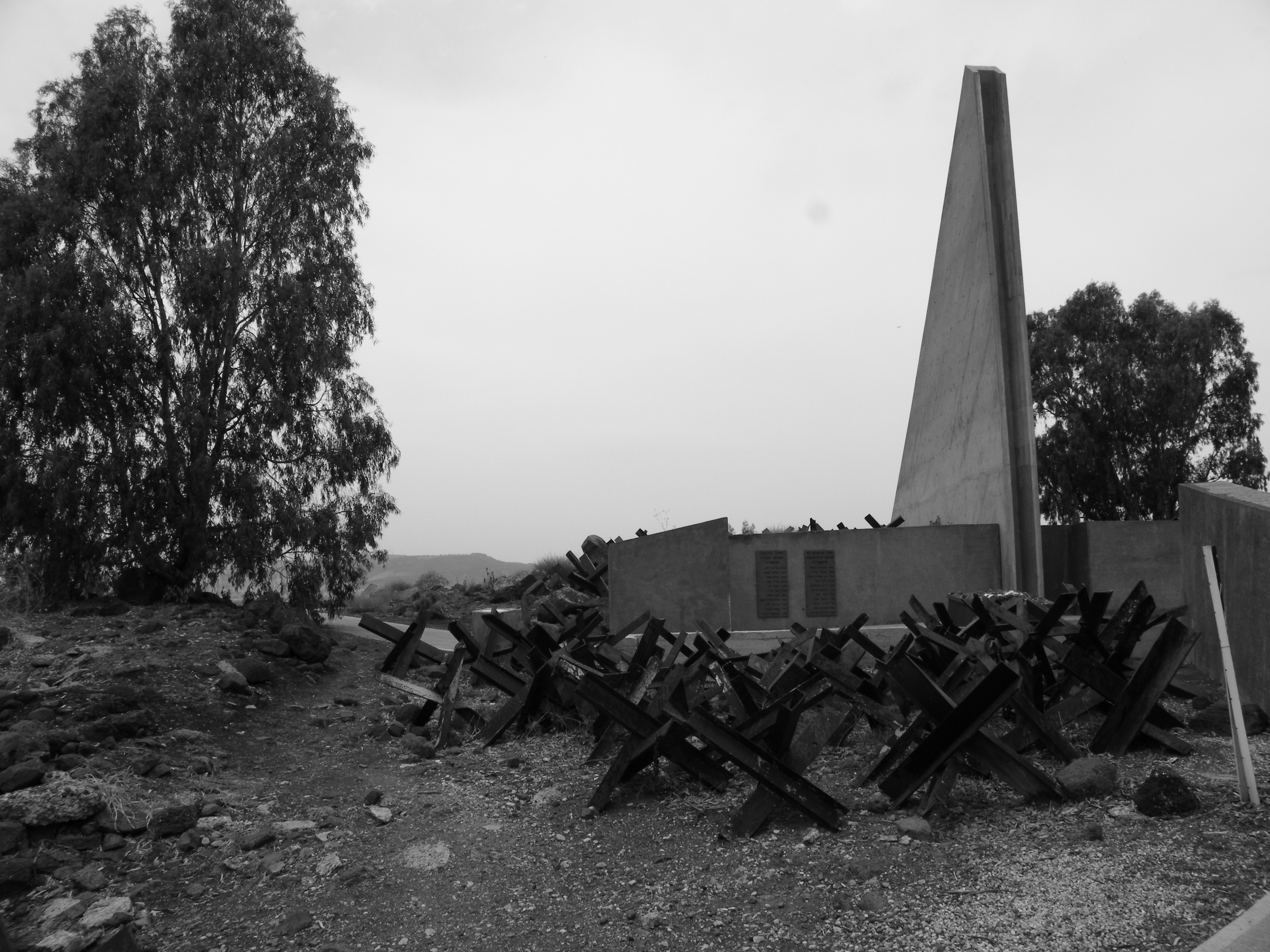
تحصينات سوريّة في الجولان بعد أن غادرها الجنود.

خلال الأيام الأولى من الحرب، اعتمدت القيادة السورية نهج الحذر تجاه الجيش الإسرائيلي، ولم تشارك سوى بقصف وغارات جوية متقطعة على شمال إسرائيل. قبيل أيام من بدأ الحرب، كانت التقارير تشير إلى أن الجيش المصري سيحقق نصرًا ساحقًا وأنه خلال أيام سيصل إلى تل أبيب مستعيدًا إياها، وعندما تمت الضربة الجوية ودمر سلاح الجو المصري بالكامل، انتهجت القيادة السوريّة نهج الحذر،  غير أن ذلك لم يعفها من حصتها في الضربة الجويّة، فمساء 5 يونيو دمرت الضربات الإسرائيلية ثلثي سلاح الجو السوري، وأجبرت الثلث المتبقي على التراجع نحو قواعد بعيدة عن ساحة المعركة، ولم يلعب دورًا آخر في أيام الحرب التي تلت. حاولت الحكومة السورية إجراء تعديلات على خططها الدفاعية في الجولان، ومنها حشد مزيد من الجنود في منطقة تل دان، حيث توجد منابع مياه نهر الأردن التي كانت موضع اشتباكات عنيفة خلال العامين المنصرمين قبل الحرب، لكن عملية الحشد هذه بالمجمل فشلت، بل وبنتيجة الضربات الجوية، عطبت عدة دبابات سوريّة وغرق قسم منها في نهر الأردن، ومن المشاكل الأخرى للدبابات، بطئ حركتها بسبب مد الجسور فوق الأنهر القصيرة المنتشرة حول بحيرة طبرية، إلى جانب افتقار الاتصالات اللاسلكية الحديثة والسريعة بين وحدات المدرعات ووحدات المشاة، فضلاً عن تجاهل بض الوحدات لأوامر صادرة عن دمشق؛ تقرير وزارة الدفاع السورية بعد الحرب قال: "إن قواتنا المسلحة لم تقم بالهجوم، إما لأنها لم تصل أو لأنها لم تكن مستعدة كليًا، فضلاً عن استحالة وجود طرق مخفية لنقل الجند والدبابات، تقيها الضربات الجوية، وهو ما أثر على معنويات الجنود". لاحقًا، عدل الجيش السوري من خططه، وحشد قواته في منطقة وادي الحولة، وذلك بهدف صد هجوم بري ضخم محتمل من قبل الجيش الإسرائيلي.

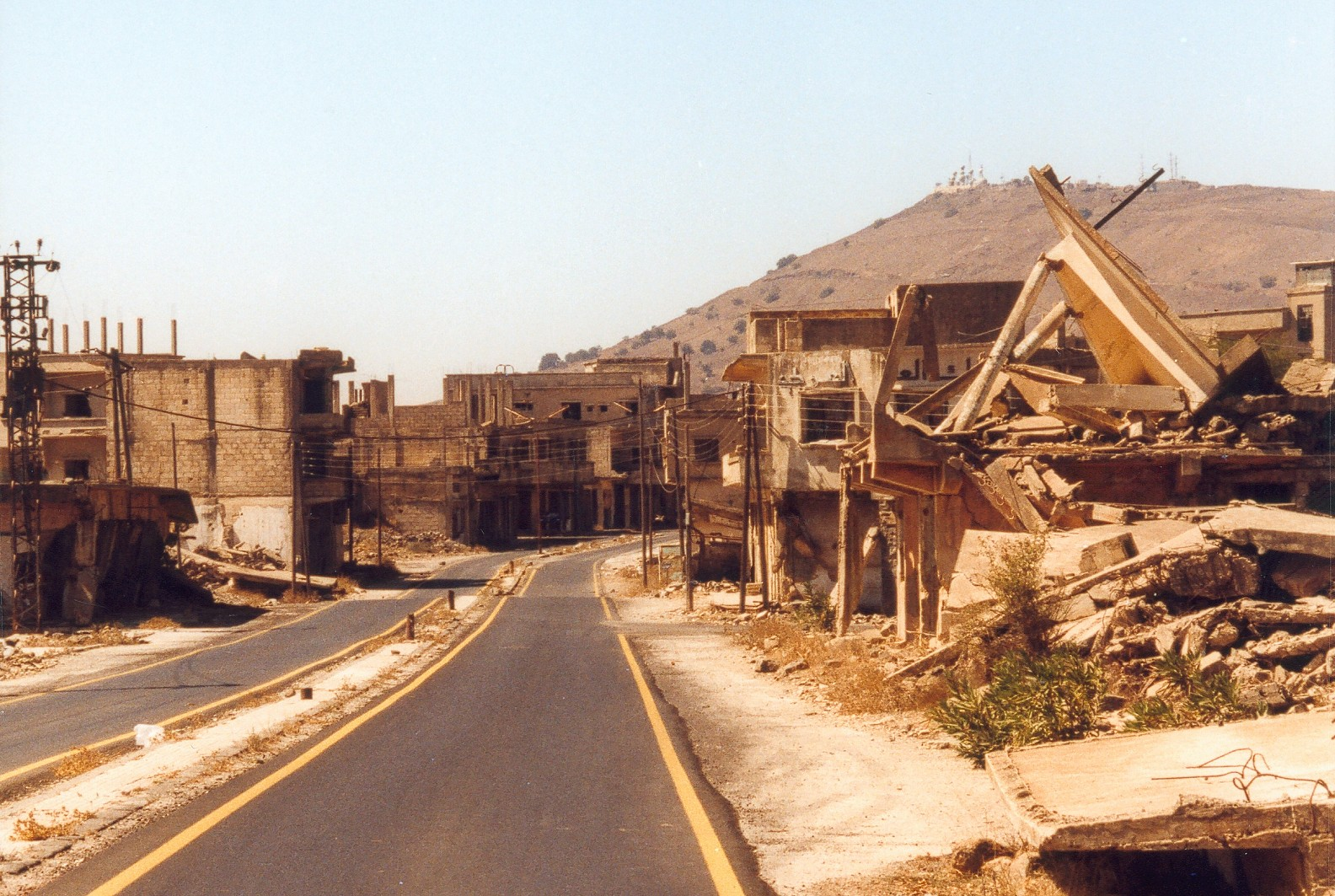
بقايا القنيطرة التي دمرها الجيش الإسرائيلي في الحرب، واستعادها السوريون في أعقاب حرب أكتوبر، ولا تزال على حالها.

كان الهجوم البري على سوريا مقررًا في 8 يونيو، غير أن قيادة الجيش الإسرائيلي أجلت الهجوم، واستمرت في دراسة ما إذا كان نافعًا الدخول بعمل بري في الجولان لمدة 24 ساعة. أخيرًا مالت الآراء إلى الشروع بهجوم بري على سوريا، وقد بدأ الهجوم تمام الثالثة فجر 9 يونيو، رغم أن سوريا قد أعلنت موافقتها على وقف إطلاق النار. وفي تمام السابعة من صباح ذلك اليوم، أعلن دايان وزير الدفاع الإسرائيلي أنه قد أعطى الأمر بشن عملية حربية ضد سوريا، وذلك لكون سوريا قد شنت غارات على الجليل من جهة، ولدعم الحكومة السوريّة المنظمات الفلسطينية من جهة ثانية. كانت التوقعات الإسرائيلية أن الهجوم سيكون مكلفًا من الناحية البشرية والمادية لإسرائيل، خصوصًا أن اجتياز منطقة جبلية في قتال بري ستكون معركة شاقة، خصوصًا أن هضبة الجولان يصل ارتفاعها في بعض المواقع إلى 500 متر (1700 قدم) عن الأراضي الإسرائيلية في الجليل وبحيرة طبرية، أما انحدارها من ناحية الداخل السوري فهو أكثر لطفًا. قاد العملية دافيد إلعازار قائد مفارز الجيش الإسرائيلي في الجبهة الشمالية، ومع بدأ العملية وعدم تدخل الاتحاد السوفيتي، إذ كانت تنتشر مخاوف من تدخل حربي سوفيتي محتمل، أعطي الأمر باستمرار العملية.
كانت قطعات الجيش السوري في الهضبة مؤلفة من تسعة ألوية مجموع رجالها 75,000 مقاتل، بدعم كمية كافية من المدفعية والمدرعات، أما القوات الإسرائيلية تألفت من لواءين مقاتلين ولوائين مشاة، طوق الجيش الإسرائيلي الهضبة من شرقها ومن غربها في حين ظلت الهضبة نفسها وشمالها نحو الداخل السوري خاضعًا لسيطرة الجيش السوري، وكانت معلومات الموساد الإسرائيلي التي قدمها بشكل أساسي الجاسوس إيلي كوهين (كشف عن كونه جاسوسًا وأعدم عام 1965) هامة جدًا للجيش، بحيث تفادى مناطق الألغام والمناطق الدفاعية المحصنة بشكل جيد في الهضبة. حتى سلاح الجو الإسرائيلي، كان ذو فعالية محدودة في الجولان بسبب قوة التحصينات الثابتة، ومع ذلك فإن القوات السورية كانت غير قادرة على الدفاع بشكل فعال لرد الجيش المهاجم بشكل كامل،  سوى ذلك فإن وضع الجنود ومعاملتهم من قبل ضباطهم كانت سيئة، رغم ذلك فقد صمدت الهضبة خلال معارك شرسة طوال 9 يونيو، ولم تتمكن من إحداث اختراق وكسر التحصينات السورية سوى في مساء ذلك اليوم، وقد خسرت إسرائيل بكمين مسلح في الجولان 24 دبابة من أصل 26 دبابة في الموكب و50 دبابة هي مجمل القوة الإسرائيلية المهاجمة، وبلغ عدد القتلى 13 جنديًا و33 جريحًا.
في 10 يونيو أطبق الإسرائيليون على الهضبة، وانسحبت القوات السورية بقيادة قائد الجبهة السوري أحمد المير من الهضبة، قبل تمام الانتشار تاركة أسلحتها في بعض المواقع، ثم سقطت القنيطرة عاصمة الجولان، ووصلت وحدات جديدة لإسرائيل، وتوقفت عند خط من التلال البركانية التي تعتبر موقعًا استراتيجيًا، ومن ثم قبلت بوقف إطلاق النار، واتخذ من خط التلال البركانية خطًا لوقف إطلاق النار وسمي "الخط البنفسجي". وقد ذكرت مجلة التايم، أن إذاعة دمشق قد بثت خبر سقوط القنيطرة قبل ثلاث ساعات من حصوله.

## خسائر الحرب
خسائر إسرائيل في الحرب قدرت بين 776 و983 جندي إلى جانب جرح 4517 جندي وأسر 15 جندي إسرائيلي.
 القتلى والجرحى والأسرى في جانب الدول العربية أكبر بكثير، إذ إن نحو 9800 إلى 15,000 جندي مصري قد قتلوا أو فقدوا،  كما أسر 4338 جندي مصري. أما الخسائر الأردنية فهي نحو 6000 جندي قتلوا أو في عداد المفقودين كما أسر 533 جندي، ونحو 2500 جريح؛ أما في سوريا فقد سقط نحو 1000 جندي و367 أسير.
خلال الضربة الجوية على المطارات المصرية ووفقا للبيانات الإسرائيلية دُمرت 338 طائرة من أصل 420 طائرة مصرية، وحول مجمل خسائر مصر العسكرية، نقل أمين هويدي عن كتاب الفريق أول محمد فوزي أن الخسائر كانت بنسبة 85% في سلاح القوات البرية، وكانت خسائر القوات الجوية من القاذفات الثقيلة أو الخفيفة 100%، و87% من المقاتلات القاذفة والمقاتلات، كما اتضح بعد المعركة أن عدد الدبابات مائتا دبابة تقريبًا دمر منها 12 دبابة وتركت 188 دبابة للعدو. كما دمرت 32 طائرة سوريّة وسجلت نسبة استنزاف كبيرة في المعدات، أما في الأردن فقد بلغ عدد الطائرات المدمرة 22 طائرة، كما فقد العراق جزءًا من سلاحه الجوي بعد أن هاجمت إسرائيل قاعدة جوية في الأنبار، وحسب بعض التحليلات فإن نسب الاستنزاف في المعدات العربيّة وصلت إلى 70 - 80% من مجمل طاقتها.

## بعد الحرب

### ردود الفعل

#### في الدول العربية

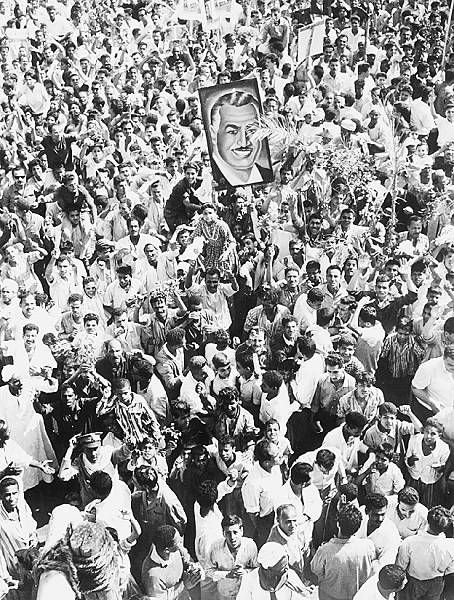
من مظاهرات حضّ عبد الناصر للرجوع عن التنحي.

يقول بسام أبو شريف أنه قد ساد العالم العربي في أعقاب "نكسته" جو من الكآبة والإحباط، وبينما راحت إسرائيل تتباهى بمنجزاتها "طأطأ العرب رؤسهم خجلاً وحنقًا"،  في مصر أعلن جمال عبد الناصر عن تنحيه عن رئاسة مصر "متحملاً المسؤولية الكاملة عن الهزيمة"،  إلا أنه عاد عن الاستقالة بعد مظاهرات حاشدة في القاهرة ومدن أخرى، رافضة لتنحيه عن السلطة. رغم ذلك فآثار الهزيمة لم تتلاش بهذه البساطة، إذ تعرض الجيش المصري لحملة انتقادات شعبية لاذعة وسخرية ما اضطر عبد الناصر نفسه للطلب من الشعب التوقف عن حملته مذكرًا أن الجيش يبقى "أمل الأمة". وفي 1 سبتمبر انتحر المشير عبد الحكيم عامر القائد العام للجيش المصري، بعد أن ابتلع كمية كبيرة من الآكونيتين،  تلاه استقالة أحمد الشقيري زعيم منظمة التحرير الفلسطينية وصاحب نظرية "رمي إسرائيل في البحر" كما استقال من منصبه كممثل لفلسطين في الجامعة العربية.
وفي 8 أكتوبر استقالت الحكومة الأردنية وتألفت حكومة جديدة كان نصف أعضائها من الضفة الغربية إشارة من الملك حسين بن طلال على ما يوليه من أهمية كبيرة للقضية،  ثم تمت الدعوة لعقد قمة عربية في العاصمة السودانية الخرطوم كان هدفها "إيجاد إطار وفاق وعمل موحد يمكن أن يكون مقبولاً لدى جميع البلدان العربية"،  وقد عرفت هذه القمة باسم "قمة اللاءات الثلاثة" وقد خلصت القمة إلى قرارين بارزين حول عدم تزويد الدول العربية بالنفط للدول الداعمة لإسرائيل،  وإنشاء صندوق تموله الدول العربية الغنية وعلى رأسها السعودية وليبيا لمساعدة الدول العربية التي تأثر اقتصادها وبنيتها التحتية بنتيجة الحرب.
أما على صعيد المنظمات الفلسطينية فقد أعلنت أغلب التنظيمات ومنها "شباب الثأر" و"أبطال العودة" و"جبهة التحرير الفلسطينية" توحيد جهودها ضمن "الجبهة الشعبية لتحرير فلسطين" وذلك في مؤتمر عقد في دمشق أواخر يوليو 1967، كما أن حركة فتح التي تأسست عام 1965 كشفت عن هويتها بعد أن التزمت السرية في المرحلة السابقة،  وقررت حركة القوميين العرب بدورها انتهاج "الكفاح المسلح"،  والذي انطلق عمليًا من مختلف الفصائل في أعقاب الحرب، وشمل عمليات انتحارية استهدفت مواقع إسرائيلية ويهودية حول العالم، ويقول بسام أبو شريف أن الفلسطينيين أمسكوا للمرة الأولى زمام قضيتهم منذ 1948 بعد أن كانت خاضعة لوصاية جامعة الدول العربية.

#### في إسرائيل

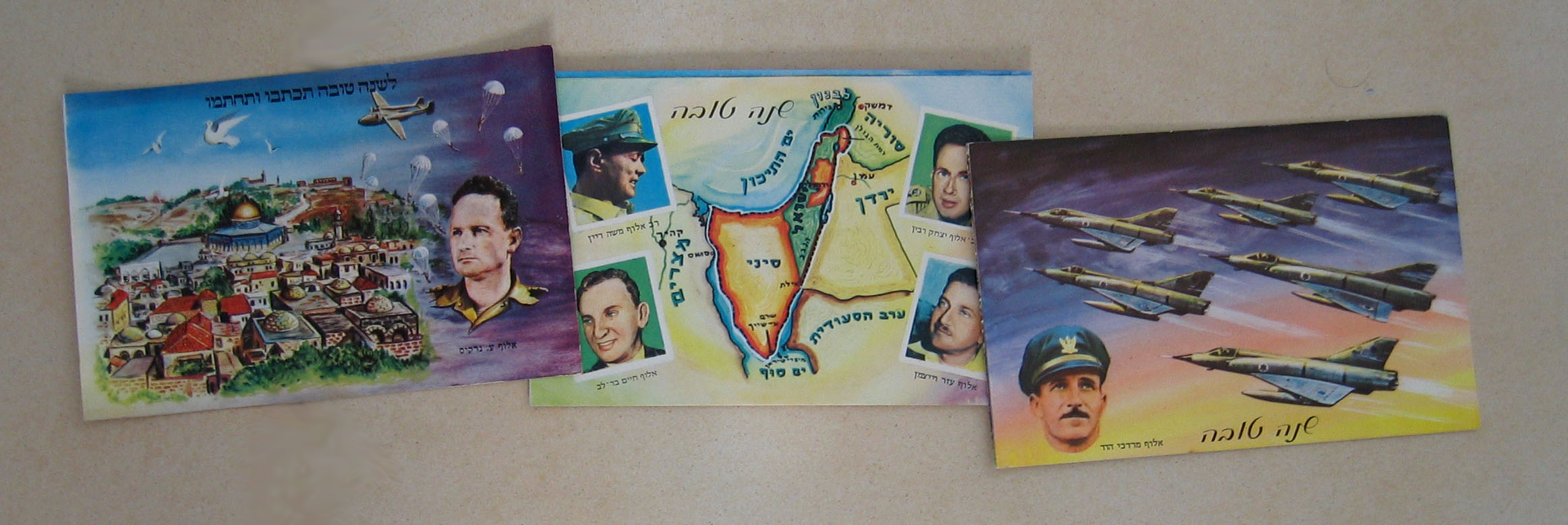
طوابع إسرائيلية تحتفي بالنصر.

عملت الحرب على تحقيق حالة من "الفرح والسمو" داخل إسرائيل لم تحصل منذ إعلان قيامها عام 1948، وللمرة الأولى توحدت جميع أطياف المجتمع اليهودي من اليهود الأرثوذكس وحتى الشيوعيين،  في فرنسا نظمت الجالية اليهودية حملة تبرع بالدم للجيش و10% من مدخول كل أسرة لصالح إسرائيل،  كذلك فقد سعت الجمعيات الصهيونية لتنشيط الهجرة وسجل نصف مليون راغب الانتقال إلى إسرائيل في الولايات المتحدة وحدها،  وتنامت أيضًا المساعدات الإمريكية والألمانية التي وصلت إلى 3,6 مليار دولار سنويًا، وهو ما تواجهه حالة من الحنق في الدول العربية، إذ لم تكن إسرائيل قادرة على شن الحرب لولا الدعم الغربي المكثف كما رأى الصحفي الفرنسي آلن غريش. كما أعلنت حكومة ليفي أشكول عن رغبتها برفع عدد سكان الدولة إلى 5 ملايين بدلاً من حوالي 3 مليون،  وعلى الجهة المقابلة، فقد قطع كل من الاتحاد السوفياتي وبولندا وتشيكوسلوفاكيا وهنغاريا وبلغاريا ويوغوسلافيا علاقاتها مع إسرائيل،  وهو ما وصفته الحكومة الإسرائيلية بأنه "واقع محزن، ويؤكد أن اللاسامية باقية ضد اليهود". وعمومًا فإن إسرائيل قبل وخلال وبعد الحرب، استمرّت بالتركيز حول المحارق اليهودية بهدف استثارة العواطف الدولية، وما فتأت تشبه جمال عبد الناصر بالزعيم النازي هتلر والنظامين المصري والسوري "بالنازية العربية وأنصار الغيتو".

### المناوشات القتالية
استمر القصف الإسرائيلي والعمليات الحربية في الجولان يومي 9 و10 يونيو، ولم يتوقف رغم نداءات الأمم المتحدة والمسؤولين الدوليين،  وفي 28 يونيو أطلقت النار من قبل البحرية الإسرائيلية على سفينة مصرية في قناة السويس وقتل أحد أفرادها،  وفي 1 يوليو انتشرت كتائب من الجيش الإسرائيلي شمال القنال في محاولة لاحتلال مدينة بور سعيد غيرأنها فشلت في ذلك، رغم أن المدينة قد تعرضت لقصف شديد، وقد أعادت إسرائيل الكرة في 8 يوليو إلا أنها فشلت في تحقيق غايتها. وفي 9 يوليو قرر مجلس الأمن إرسال مراقبين دوليين لفرض احترام وقف إطلاق النار في قناة السويس، وفي 12 يوليو تكررت المناوشات،  كما قُصفت الإسماعيلية في اليوم نفسه وكذلك السويس وأصيبت أحياء سكنية بهما بشكل مباشر، وفي 21 أكتوبر وصلت المدمرة الإسرائيلية "إيلات" وهي ثاني مدمرات الأسطول الإسرائيلي إلى شمال بور سعيد ضمن مياه مصر الإقليمية، فردت البحرية المصرية بقصف البارجة ما أدى إلى إغراقها. وكرد على ذلك قصفت إسرائيل مخازن النفط في السويس يوم 24 أكتوبر ودمرت 60% منها.
وحتى بعد صدور قرار مجلس الأمن رقم 242، استمرت المناوشات وإن خفت حدتها وتواترها، على سبيل المثال قصفت إسرائيل في 31 ديسمبر مخيمًا للاجئين على الضفة اليمنى لنهر الأردن، وتكرر الأمر في 15 فبراير و21 و28 مارس 1968.

### ضم القدس والعمل لتوسعة الحدود

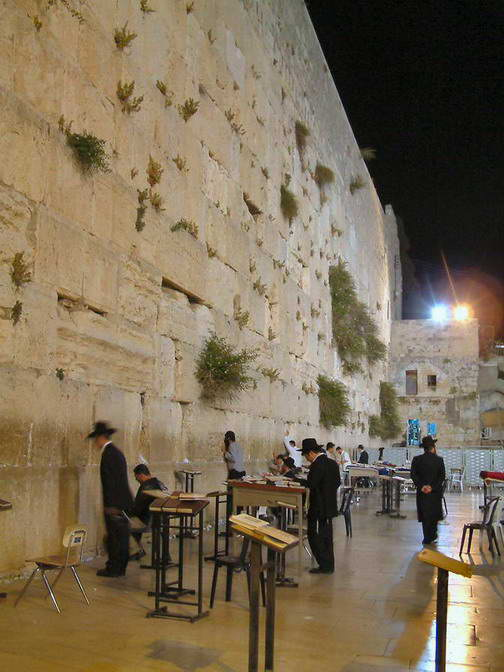
يهود قبالة "حائط المبكى" في القدس.

بعد أيام قليلة من احتلال إسرائيل للقدس، صرح آبا إيبان وزير خارجيتها في 14 يونيو بأنه "لا يمكن لأحد أن يتصور أن توحيد القدس الذي تحقق مؤخرًا يمكن أن يلغى"،  وفي 27 يونيو صوّت الكنيست على قانون ضم القدس وتم إقراه بما يشبه الإجماع إذ لم يعارض سوى ثلاث نواب. وفي 4 يوليو صوتت الجمعية العامة للأمم المتحدة على قرار دعا إسرائيل لعدم تغيير وضع القدس بصفتها مدينة خاضعة لحكم دولتين، غير أن القرار لم يلق أن استجابة لدى الحكومة الإسرائيلية، ثم صوتت الجمعية العامة على قرار ثان بخصوص القدس في 14 يوليو طلب من خلاله أن يقدّم الأمين العام تقريرًا عن وضع القدس خلال ثلاثين يومًا لرصد التحركات الإسرائيلية في المدينة، ومما قد ذكر التقرير أن الجيش الإسرائيلي قد دمّر 135 بيتًا عربيًا قرب "حائط المبكى" في المدينة القديمة وأن المئات ممن أصبحوا دون مأوى قد تم طردهم من مدينتهم.
خلال اجتماع الجمعية العامة للأمم المتحدة نفسه، دعا وزير الدولة للشؤون الخرجية البريطانية جورج بروان إسرائيل لعدم القيام بأي تغيير في وضع المدينة، وقال أن حكومته ستسعى إلى "عزل إسرائيل" داخل الرأي العام الدولي في حال أقدمت على ذلك،  عمومًا فإن الصحف البريطانية تفاعلت مع خطاب بروان بشكل سلبي ومنها صحيفة الأوبزرفر ودايلي ميرور أما ديلي ميل فقد عنونت "إخرس يا بروان". إلا أن ذلك لم يؤد إلى تراجع الحكومة البريطانية التي انتخت أكثر انفتاحًا على الدول العربية وجمال عبد الناصر توجت بإعادة العلاقات الدبلوماسية مع القاهرة في ديسمبر 1967 بعد أن كانت مقطوعة منذ 1956. بعض الصحف البريطانية الأخرى كالتايمز وقفت إلى جانب الحكومة، وكذلك هو الحال في فرنسا بعدما صرح شارل ديغول أن لدى إسرائيل رغبة توسعية، وهو ما اعتبرته الحكومة الإسرائيلية معاداة للسامية.
الرئيس الأمريكي ليندون جونسون قال أنه من الواجب تغيير حدود الهدنة لعام 1949، وفي وقت لاحق قامت إسرائيل أيضًا بضم الجولان إلى حدودها، وبنت مستوطنات في الضفة الغربية ولم تنسحب سوى من سيناء عام 1985 ومن قطاع غزة عام 2005، كما نقل الكنيست عاصمة الدولة من تل أبيب إلى القدس، غير أنها ظلت وفق مواثيق الأمم المتحدة مدينة محتلة، كما بقيت تل أبيب عاصمة إسرائيل، وذلك واضح بعدم نقل الدول لسفارتها إلى القدس.
لاحقًا أخذ الدبلوماسيون الإسرائيليون، بالتصريح بأن إعادة الأرض لن تتم دون محادثات سلام مباشرة، إذ إن السلام أو الأرض هما الضامنان لأمن إسرائيل.

### في الأمم المتحدة ومجلس الأمن
بنتيجة الحرب، تقدم وزير خارجية الاتحاد السوفيتي أندريه غروميكو في 12 يونيو بطلب انعقاد دورة استثنائية للجمعية العامة للأمم المتحدة، ووصف إسرائيل بكونها أشبه "بقرصان" إذ تجاهلت أوامر وقف إطلاق النار الصادرة عن مجلس الأمن في 6 و7 و9 يونيو. وقد كان عدد أعضاء الأمم المتحدة حينها 122 عضوا، وجميعها وافقت على الدعوة لعقد الدورة الاستثنائية ولم يصوّت ضد الطلب سوى الولايات المتحدة وإسرائيل وبتسوانا.
انعقدت الجمعية العامة للأمم المتحدة في 17 يونيو واستمرت حتى 30 يونيو وتناوب في الكلام 78 دولة، وصنفت كلمة الملك حسين على أنها من أقوى الكلمات حينها،  غير أن وزير خارجية إسرائيل قال في خطابه:
| حرب 1967 | لن تعترف إسرائيل بأي قرار يصدر عن منظمة الأمم المتحدة وتطلب منها فيه، الانسحاب إلى داخل حدودها السابقة، حتى إذا صوتت مع القرار 121 دولة ولم يصوت ضده سوى إسرائيل. | حرب 1967 |

ورغم توافق الآراء الدولية عمومًا إلا أنها فشلت في الأمم المتحدة بإصدار قرار يدينها، فخلال التصويت الذي جرى في 4 يوليو كان هناك مشروعي قرارين الأول سمي "مشروع الخمسة عشر"التي قدمته دول عدم الانحياز بدعم من الدول العربية وينصّ على وجوب انسحاب إسرائيل من الأراضي التي احتلتها في الحرب، والثاني عرف باسم "مشروع أمريكا اللاتينية" المدعوم من قبل هذه الدول فضلاً عن الولايات المتحدة، والذي كان ينصّ على الانسحاب بشرط قبول العرب الجلوس على طاولة المفاوضات مع إسرائيل بهدف عقد سلام، وبنتيجة التصويت لم يحصل أي من المشروعين على أغلبية مطلقة ففشلا. وقد عبّر ليفي أشكول عن استقباله فشل التصويت "برضى متميز".
رغم ذلك، فلم يرفع الأمر في أروقة السياسية الدولية، إذ قدمت بريطانيا مشروع قرار إلى مجلس الأمن، أقر في 22 نوفمبر وعرف بأنه "قرار مجلس الأمن الدولي رقم 242" الذي اتخذ بإجماع الدول الخمسة عشر؛ وقد جاء القرار في خمسة مواد نصّت على انسحاب القوات الإسرائيلية من الأراضي المحتلة، وإنهاء جميع مظاهر الحرب، وضمان حرية الملاحة البحرية، وإنهاء مشكلة اللاجئين وضمان عدم انتهاك سيادة الدول واستقلالها والعمل على خلق مناطق منزوعة السلاح في الشرق الأوسط. ولم يتم تطبيق هذا القرار حتى اليوم، في حين تم تعيين غونار جارينغ سفير السويد السابق في موسكو موفدًا باسم الأمين العام للأمم المتحدة إلى الشرق الأوسط.

## قضايا خلافية

### بداية الأعمال الحربية
عند بدء الأعمال الحربية أعلنت كل من مصر وإسرائيل أنها تعرضت للهجوم من قبل الدولة الأخرى. وفي وقت لاحق تراجعت الحكومة الإسرائيلية عن موقفها المبدئي وأقرت أنها من بدأت الهجوم، مدعية أنها ضربة وقائية في مواجهة غزو محتمل من قبل الدول العربية. ومن ناحية أخرى، فإن الدول العربية قالت أن شنّ إسرائيل للحرب هو عملية غير مبررة، سيّما مع وجود تقارير للاستخبارات العسكرية الأمريكية تفيد أنه لا مؤشرات عن وجود استعدادات لدى مصر للقيام بعملية غزو.

### قتل الأسرى المصريين
خلال الحرب برزت تقارير من قبل المصريين وبعض المنظمات الإسرائيلية أن الجيش الإسرائيلي قام بقتل الأسرى المصريين العزل، الأمر الذي نفته الحكومة الإسرائيلية.
>

### التدخل العسكري الغربي

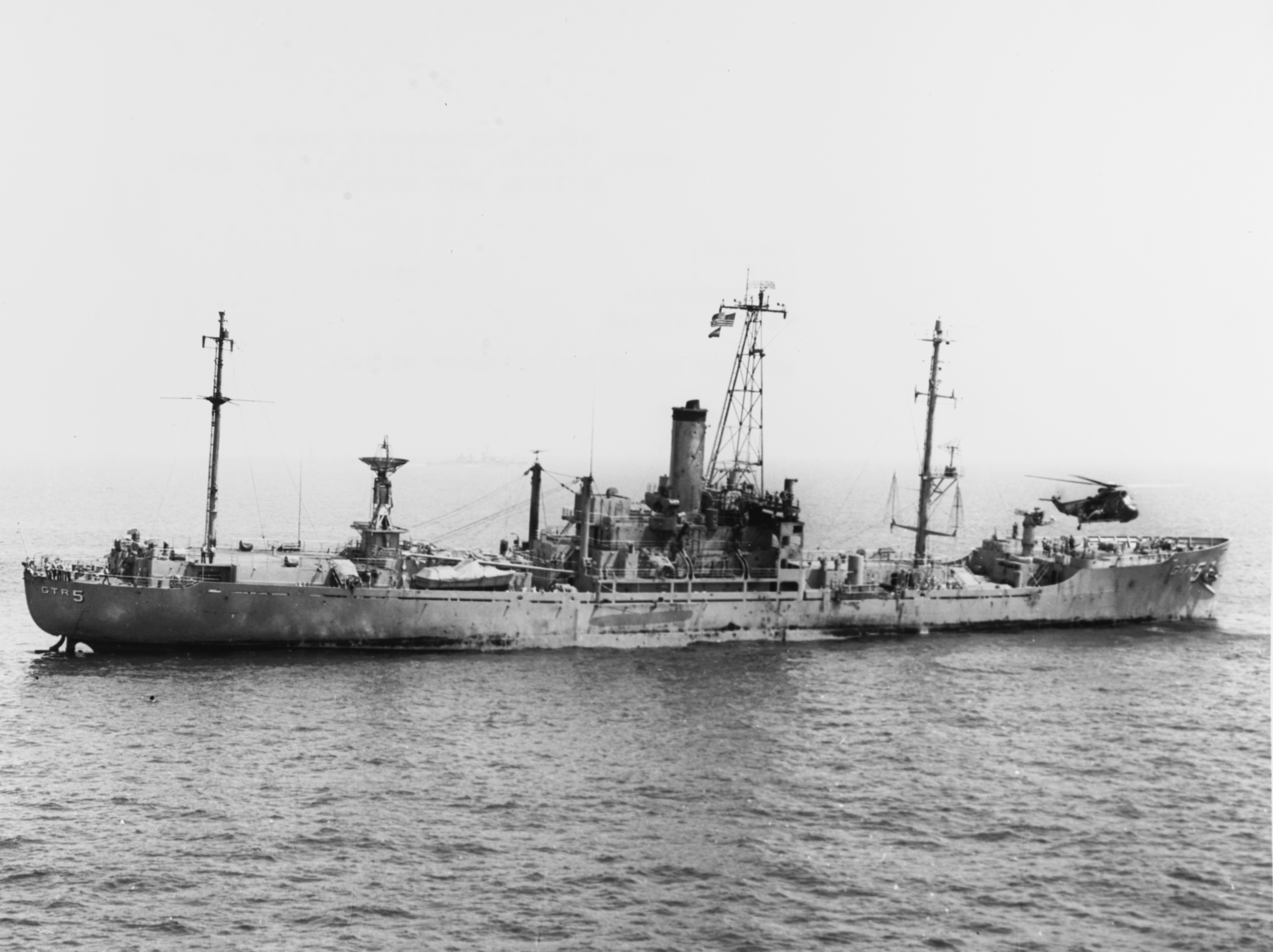
المدمرة الإمريكية يو.إس.إس ليبرتي بعد تعرضها للهجوم يوم 8 يونيو 1967.

هناك العديد من الادعاءات التي قدمت خلال الحرب عن دعم عسكري مباشر لإسرائيل من قبل الولايات المتحدة والمملكة المتحدة، بما في ذلك تزويدها بالمعدات والأسلحة على الرغم من الحظر، كما أفادت بعض التقارير بمشاركة القوات الأمريكية في النزاع. كثير من الادعاءات قيل بأنها سوقت في الدول العربية لشرح وتبرير الهزيمة. كما ادعت إسرائيل أن الاتحاد السوفياتي دعم العرب، وأن الأسطول السوفيتي في البحر الأبيض المتوسط قدم العديد من الخدمات وأن دوره كان موازيًا لدور الأسطول الأمريكي.

### حادثة سفينة التجسس يو.إس.إس ليبرتي
في 8 يونيو 1967 تعرضت سفينة التجسس الإمريكية يو.إس.إس ليبرتي التابعة للولايات المتحدة والتي كانت تبحر على بعد 13 ميلاً بحريًا قبالة العريش خارج المياه الإقليمية المصريّة لهجوم من قبل سلاح الجو وزوارق طوربيد إسرائيلية؛ وقد أدى الهجوم إلى مقتل 34 من البحارة و171 إصابة. وقالت إسرائيل أن الهجوم نجم عن خطأ في تحديد هوية السفينة، سيّما مع كونها تبحر على مقربة من المياه المصرية. وقد قدمت إسرائيل اعتذارها على هذا الخطأ وقامت بدفع تعويضات للضحايا أو لأسرهم، ودفعت أيضًا تعويضات لحكومة الولايات المتحدة عن الضرر الذي لحق بالسفينة. بعد التحقيق وافقت الولايات المتحدة على التفسير القائل بأن الحادث كان بنيران صديقة وأغلقت القضية من خلال تبادل مذكرات دبلوماسية عام 1987؛ غير أن أعضاء الطاقم الذين على قيد الحياة لا يزالوا يعتقدون ويقدمون عدد من الأدلة تفيد أن الهجوم مفتعل.

## النازحون

### من الدول العربية
خلال الحرب، تم تشريد موجة من الفلسطينيين قدرت بنحو 300,000 فلسطيني من الضفة الغربية وقطاع غزة استقر معظمهم في الأردن. حول هذا الموضوع كتب المؤرخ الإسرائيلي بيني موريس:
| حرب 1967 | في ثلاث قرى جنوب غرب القدس وقلقيلية دمرت المنازل ليس ضمن معركة ولكن كنوع من العقاب، وبغية إبعاد السكان، خلافًا لسياسة الحكومة. وفي قلقيلية دمر ما يقرب من ثلث المنازل وطرد نحو 12,000 نسمة، مع إقامة عدد من المخيمات في المناطق المحيطة، وقد سمحت الحكومة للذين لم يطردوا، لاحقًا، بإعادة بناء ما تهدم من مساكنهم. فرّ أيضًا ما يقرب من 70,000 مدني ومعظهم من منطقة أريحا خلال القتال، وعشرات الآلاف خلال الأشهر التالية، بالمحصلة فإن حوالي ربع سكان الضفة الغربيّة أي حوالي 200,000 إلى 250,000 نسمة أجبروا على الذهاب إلى المنفى؛ شقوا طريقهم نحو معابر نهر الأردن سيرًا على الأقدام نحو الضفة الشرقية. ومن غير الواضح كم تعرضوا للترهيب أو كيف أجبروا على الخروج من قبل القوات الإسرائيلية وكيف غادر كثير منهم طواعية نتيجة الذعر والخوف؛ هناك أدلة أن جنود الجيش الإسرائيلي أمر عبر مكبرات الصوت سكان الضفة الغربية ترك منازلهم وعبور الأردن، البعض من الميسورين ممن لديهم أقارب أو أرزاق في الضفة الشرقية غادروا الضفة طوعًا. كما فرّ آلاف العرب من القدس الشرقية باستخدام الحافلات من جسر اللبني على الرغم من عدم وجود دليل على إكراههم على الفرار، غير أن هذه الحافلات التي بدأ بنقل المواطنين من 11 يونيو يوميًا ولمدة شهر تقريبًا، قد نقلت معظم السكان، وعند الجسر كان عليهم التوقيع على وثيقة تنصّ على أنهم غادروا بمحض إرادتهم. هاجر أيضًا نحو 70,000 من غزة نحو مصر وأماكن أخرى في العالم العربي. | حرب 1967 |

في 2 يوليو أعلنت الحكومة الإسرائيلية أنها سوف تسمح بعودة هؤلاء اللاجئين الذين يرغبون بالعودة لأراضيهم ومنازلهم التي سيطر عليها الجيش في موعد لا يتجاوز 10 أغسطس ثم مدد إلى 13 سبتمبر؛ على أرض الواقع لم يسمح بعودة سوى من 14,000 إلى 120,000 نازح. وبعد ذلك لم تسمح إسرائيل إلا لعدد ضئيل من الحالات الخاصة بالعودة، وربما وصل عددها إلى 3000 في جميع الأحوال. وإلى جانب النزوح من الضفة والقطاع، نزح ما بين 80,000 و110,000 سوري من الجولان، حوالي 20,000 منهم من مدينة القنيطرة؛ وفق بحث أدرته صحيفة هآرتس اليومية الإسرائيلية، فإن 130,000 سوري قد طردوا من الجولان معظمهم بأوامر الجيش الإسرائيلي.

### هجرة اليهود العرب
حتى حرب 1967، كان يوجد في عدد من الدول العربيّة أقليات من اليهود العرب غير أنها واجهت الاضطهاد والطرد بعد انتصار إسرائيل، ووفقًا للمؤرخ مايكل أورين، فإن الأحياء اليهودية في مصر واليمن ولبنان وتونس والمغرب تعرضت للهجوم من قبل الغوغاء وأحرقت عدد من الكنس والمعابد، ووقعت في طرابلس الغرب مذبحة راح ضحيتها 18 يهوديًا وجرح 25 آخرين، كما احتجزت الحكومة الليبية الباقي واعتقلتهم. وفي مصر من أصل 4000 يهودي ألقي القبض على 800 منهم بما في ذلك حاخامات القاهرة والإسكندرية، وحجز على ممتلكاتها من قبل الحكومة، كما وضعت قيادات يهودية في دمشق وبغداد تحت الإقامة الجبرية، وسجن بعض قادتها وفرضت عليه غرامة، ومحصلة العملية طرد نحو 7000 يهودي عربي معظمهم نزح دون ممتلكاته.